# Centro histórico de Pachuca de Soto

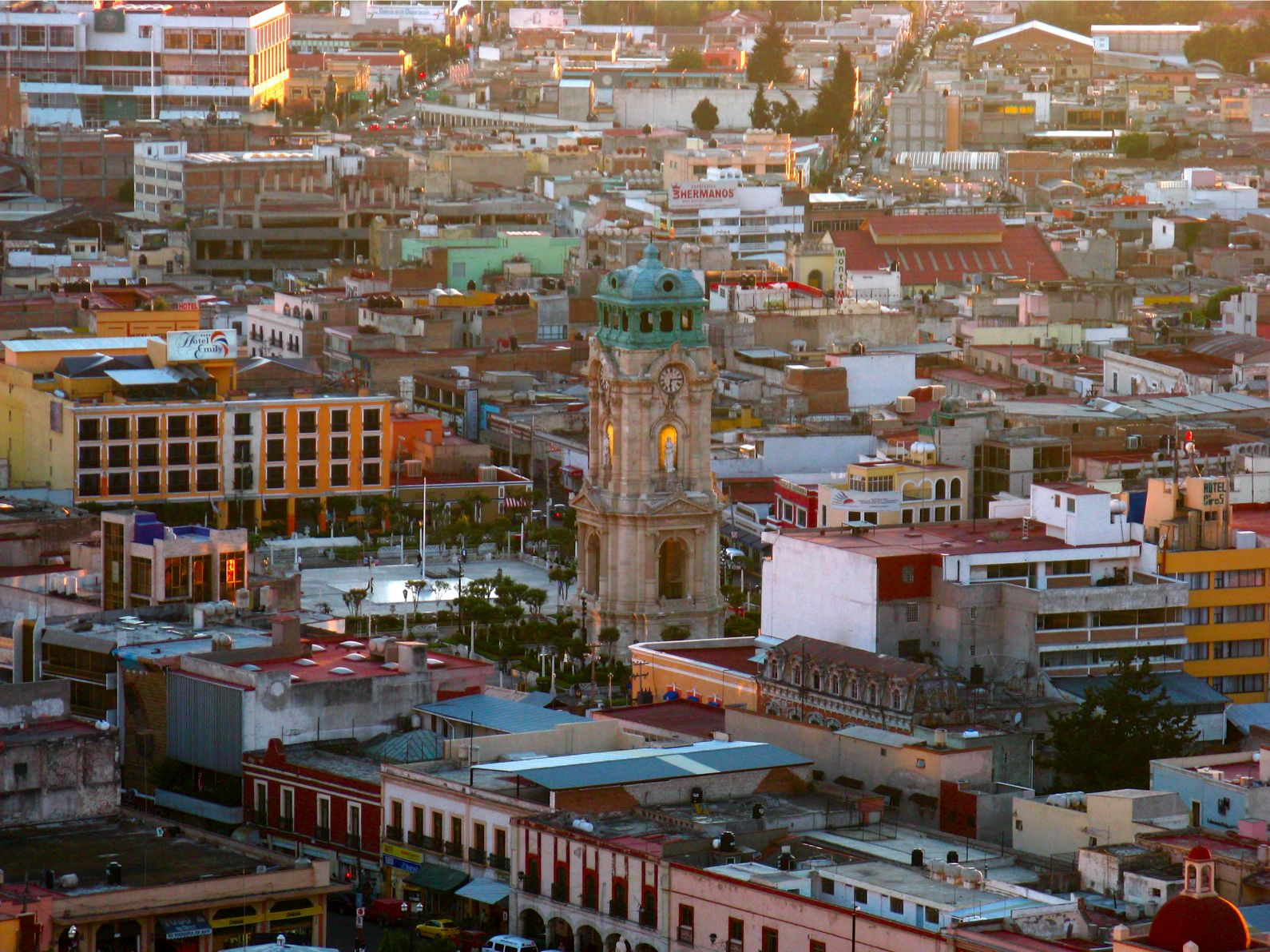
Vista Panorámica del Centro Histórico, al centro sobresale el Reloj Monumental, imagen por antonomasia de Pachuca. Construido para celebrar el Centenario de la Independencia Mexicana.

El Centro Histórico de Pachuca de Soto, comprende el área del centro histórico de la ciudad de Pachuca de Soto, Hidalgo, México. Entre los edificios que destacan en el centro histórico se encuentran: El Reloj Monumental, Edificio las Cajas Reales, Casa del Conde de Rule, Edificio Bancomer, Hospital de San Juan de Dios, Convento de San Francisco, Basílica Menor de Nuestra Señora de Guadalupe, El Templo Metodista y la Capilla de la Asunción.
El 6 de septiembre el 2004, se publicó la Ley de Protección y Conservación del Centro Histórico del Patrimonio Cultural de Pachuca. En 2010 se presentó un proyecto para su conservación, a través del Comité de Preservación y Conservación del Centro Histórico de Pachuca. y para 2011 el Reloj Monumental de Pachuca fue declarada como zona protegida por decreto del Ayuntamiento de Pachuca de Soto, publicado en el Periódico Oficial del Estado de Hidalgo.
El Centro Histórico de Pachuca de Soto, cuenta con una superficie aproximada de 12 km². Tiene calles inclinadas y estrechos callejones; es en esta zona donde se encuentran los antiguos edificios mineros, de los cuales cerca de 500 están valorados en el catálogo histórico de la ciudad, para su restauración y preservación.

## Arquitectura y urbanismo

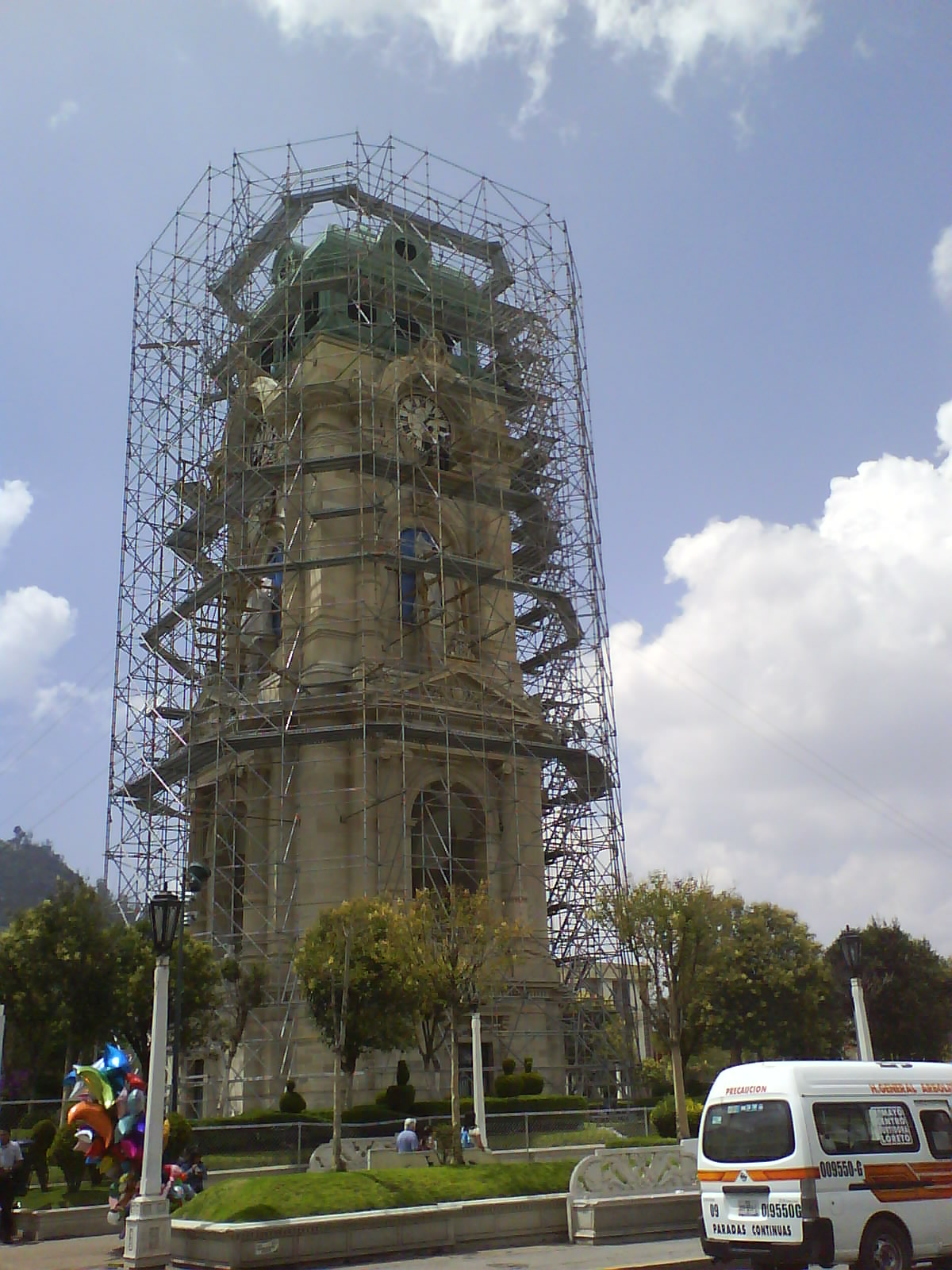
Reloj Monumental durante su restauración en 2008.

Edificio Bancomer durante su restauración en 2012.

Hacia 1528, los conquistadores españoles invadieron la región y mataron a su jefe Ixcóatl. Entre los primeros españoles que llegaron a la región estuvieron Francisco Téllez y Gonzalo Rodríguez, quienes construyeron las primeras casas de tipo feudal, llamándole al lugar “Real de Minas de Pachuca”. El descubrimiento de las minas fue realizado el 29 de abril de 1552 por Alonso Rodríguez de Salgado, mayoral de una estancia de ganado menor, hizo el descubrimiento, andando repastando en el término del pueblo, en las laderas de los cerros.
La ciudad tuvo un inicio muy modesto; en el siglo XVIII, el núcleo urbano consistía solamente en una serie de casas de un solo nivel, con cubierta plana de terrado.
Pachuca forma parte de uno de los centros mineros más importantes de México durante el Virreinato de Nueva España, la ciudad no cuenta con edificaciones tan espectaculares como los antiguos asentamientos mineros de Guanajuato o Taxco debido a su cercanía a la Ciudad de México, pues se dice que los mineros ricos del área preferían vivir en la gran ciudad.
Durante la Nueva España. La distribución urbana era bastante irregular, la alineación de las calles en varias secciones era inexistente, el río de las Avenidas representaba la columna vertebral de la ciudad. A fines del siglo XVII se originó una gran afluencia para 1791 se registraron en la jurisdicción 2755 españoles, 3821 mestizos y 3039 mulatos.
La fallida aventura de los primeros ingleses en la primera década del siglo XIX; las continuas incursiones en la zona rural adyacente a la ciudad por parte de salteadores de caminos; y la tardía erección del estado de Hidalgo, impidieron la aparición de un plan urbano. La plaza Independencia, uno de los principales espacios públicos de la ciudad, no fue pavimentada sino hasta fines del siglo XIX. El Porfiriato propició nuevas inversiones de tal manera, la fisonomía urbana y arquitectónica de la ciudad comenzó a transformarse, la riqueza arquitectónica de la ciudad reside en los monumentos creados en esa época.
Después de la Independencia de México las minas fueron abandonadas, el gobierno mexicano buscó inversiones y nueva tecnología en Cornualles; en 1824 empezaron a llegar los primeros grupos de mineros y se establecieron en el distrito minero de Pachuca-Real del Monte. La presencia e inversión córnica en el distrito proporcionó un patrimonio único en México por lo que algunas veces es llamado “El pequeño Cornwall de México”. Este periodo de asociación con Cornualles dejó una marcada influencia arquitectónica que se puede apreciar en el Reloj de Pachuca, El templo Metodista del Divino Salvador, así como en el poblado de Real del Monte.
La situación durante la época independiente no varió mucho hasta el régimen porfirista. En el porfiriato se construyen numerosos edificios en la ciudad. Como La Casa del Conde de Rule construido en 1896, por el minero inglés Francisco Rule. El Teatro Bartolomé de Medina en 1887. En 1902 se construyen la escuela Julián Villagran, El Edificio Bancomer, en 1902 se abrió el Banco de Hidalgo y para 1905 una sucursal del Banco de México. En 1910 se construye el Monumento a Hidalgo y el Reloj Monumental de Pachuca fue inaugurado el 15 de septiembre de 1910 para conmemorar el primer centenario de la Guerra de Independencia.
El Teatro Bartolomé de Medina construido en 1887 fue derrumbado en 1943, la estructura urbana, experimenta los primeros cambios importantes en 1956, en lo que fueran los patios de maniobras de la Estación Hidalgo, donde se realiza el primer fraccionamiento habitacional de la ciudad. El Teatro Hidalgo Bartolomé de Medina, fue construido entre los años de 1957 y 1963 como reemplazo al Teatro Bartolomé de Medina.

## Edificaciones sobresalientes

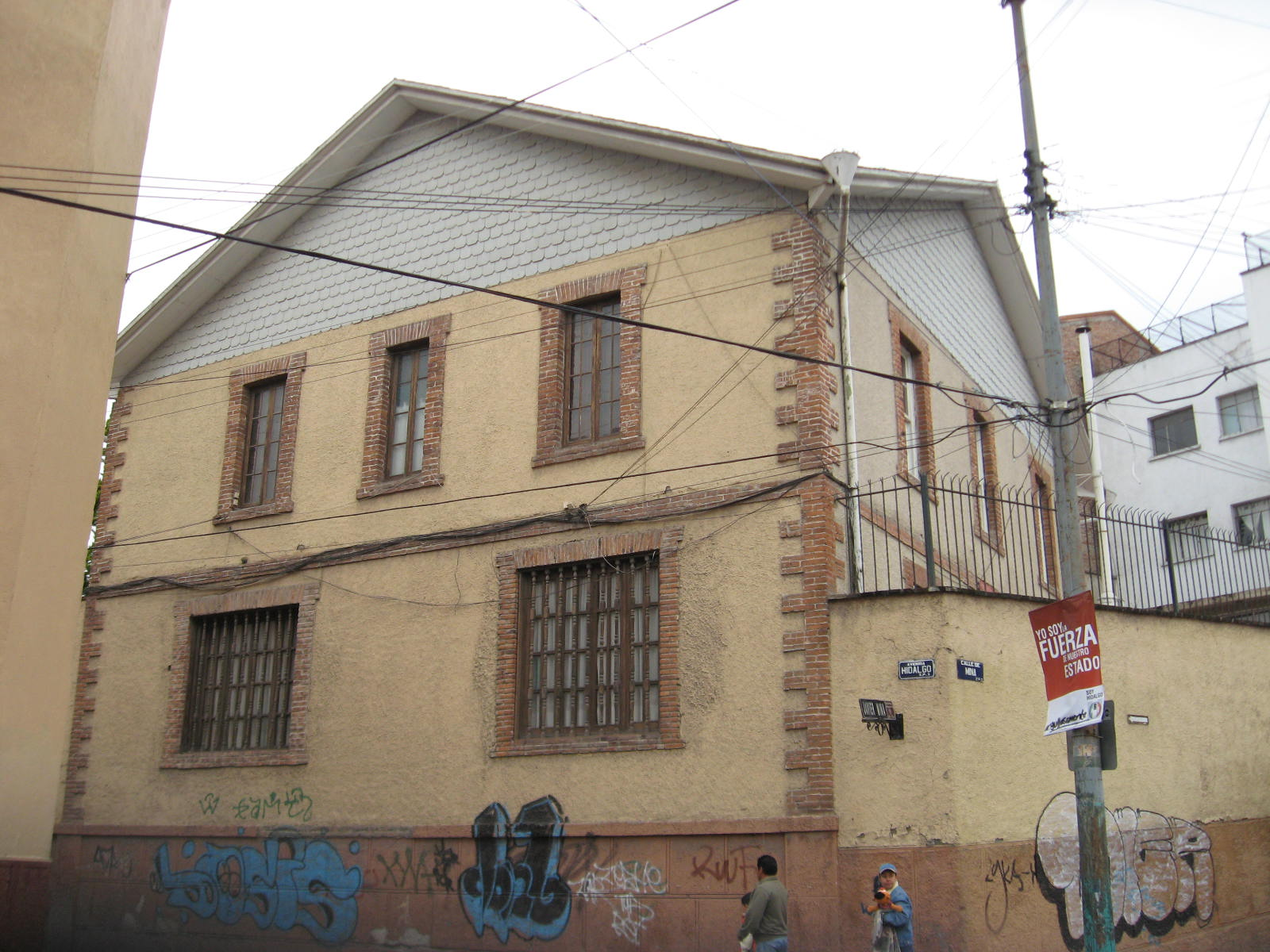
Vivienda con influencia arquitectónica inglesa y española, en el cruce de calle de Javier Mina y la Calle Miguel Hidalgo.

Del periodo colonial de la Nueva España sobresalen los edificios de, "La Palanca", fue concluido en 1937, bajo la dirección del Ing. Felipe Spota. El Centro Cultural Hidalgo, edificio de estilo neoclásico, construido en el siglo XVI dividido en 2 plantas y un patio central, es un espacio que incluye un teatro, una galería, una biblioteca, un museo y un jardín.
El Mercado de Barreteros, en la Calle guerrero. El inmueble el cual se caracteriza por su estructura de acero en el interior la cual le permitió que los espacios fueran más grandes, la fachada la cual en el acceso principal se observa un arco de medio punto grande y este se encuentra ornamentado alrededor a los costados se encuentran unas pilastras las cuales llegan hasta el segundo nivel en el cual se observa una ventana de medio punto y esta se encuentra ornamentada en todo su perímetro, cuenta de igual manera en el entrepiso con un balcón y una balaustrada. Remata con una balaustrada en la cual posan dos águilas en cada pilastra.
El Cine Alameda, en la Calle de Guerrero esquina con Bravo. La fachada se caracteriza por pilastras estriadas las cuales se encuentran al nivel del muro, estas terminan con un capitel compuesto que ostenta veneras sosteniendo una doble cornisa, al centro se encuentra un frontón semicircular, como decoración escenográfica cuenta con una serie de ventanas falsas sobre unas pequeñas cornisas. Hoy en día es una muebleria.
La Escuela Julián Villagrán; de estilo neogótico. Este inmueble se encuentra distribuido alrededor de un patio central. La fachada principal de la escuela cuenta con ventanas las cuales cuentan con trabajos de talla de cantera las cuales rematan con una especie de pináculos. En el diseño de las ventanas se utiliza el arco ojival colocando a los costados una columnas clásica de fuste liso y capitel dórico. Rematando en la parte superior del edificio con unos torreones y chapiteles de igual con una cortina almenada.

### Edificio de las Cajas Reales

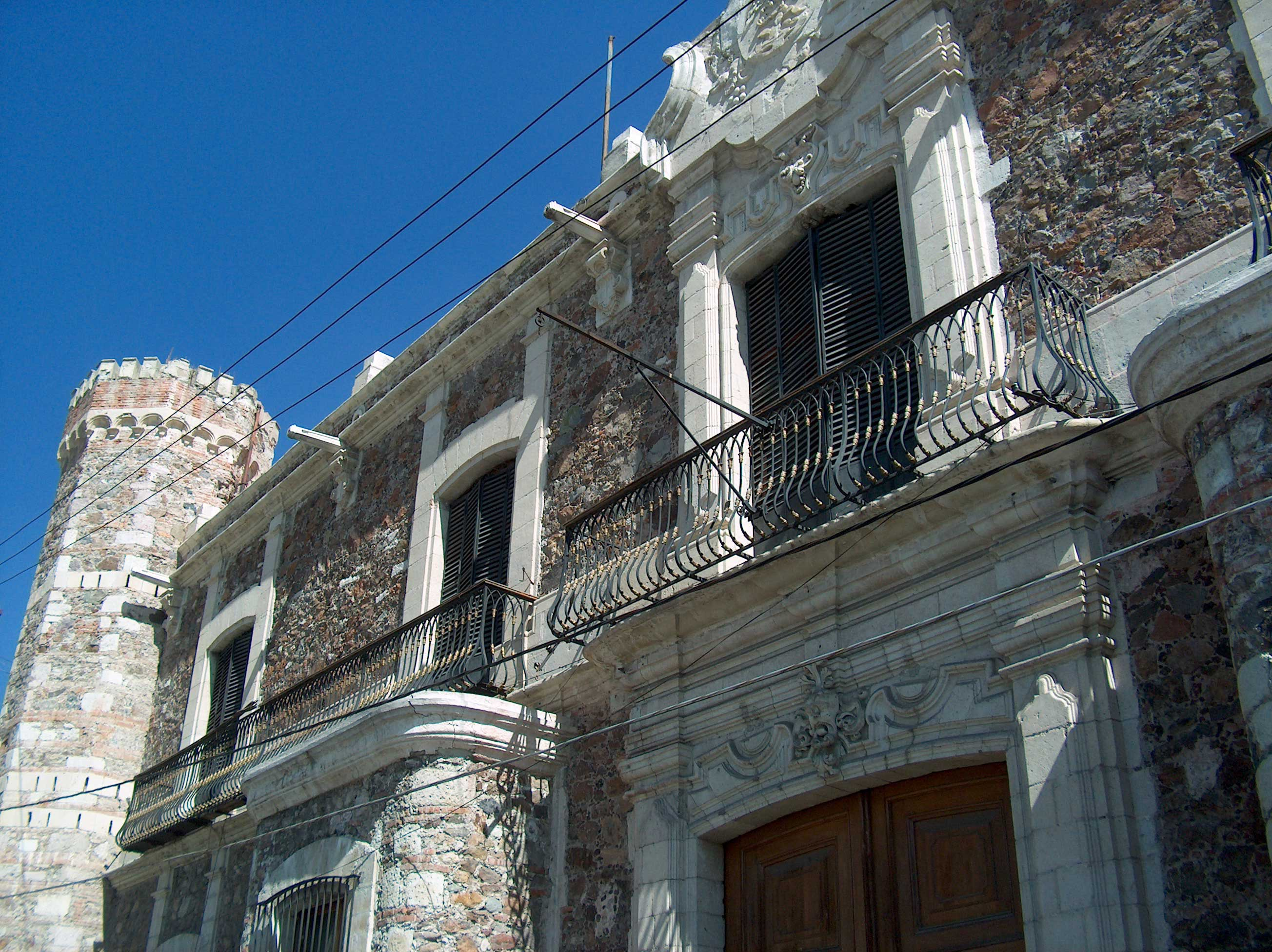
Edificio de las Cajas Reales.

Es un edificio de dos niveles con patio central, sobresaliendo de la fachada dos torres flanqueando la puerta principal y una en la parte norte que servía para la vigilancia del edificio. Su construcción data del siglo XVII en 1675, por órdenes del virrey Antonio Sebastián de Toledo Molina y Salazar (marqués de Mancera), se tardó en construir en 5 años con un costo de $100 000 pesos.
El estilo de esta edificación es colonial tanto en su fachada como en sus interiores. A este edificio se le dio el nombre de “Cajas Reales” porque en este lugar se recogía el impuesto que los dueños de las minas pagaban a la Corona, el cual era la quinta parte de la producción de metal denominado “Quinto al Rey” o “Quinto Real”.
Albergó las oficinas de la Compañía Real del Monte y Pachuca y un museo con joyas y restos de oro y plata de los virrey es de la Nueva España. Este museo dejó de funcionar, los elementos de exposición fueron llevados a otros sitios.
Actualmente se encuentra en completo abandono y deteriorado, 
Algunas de las herramientas de metal que estaban expuestas en las paredes y bardas del lugar están en total deterioro, oxidados y algunos ya despegados o rotos.

### Edificio central de la UAEH (Hospital de San Juan de Dios)

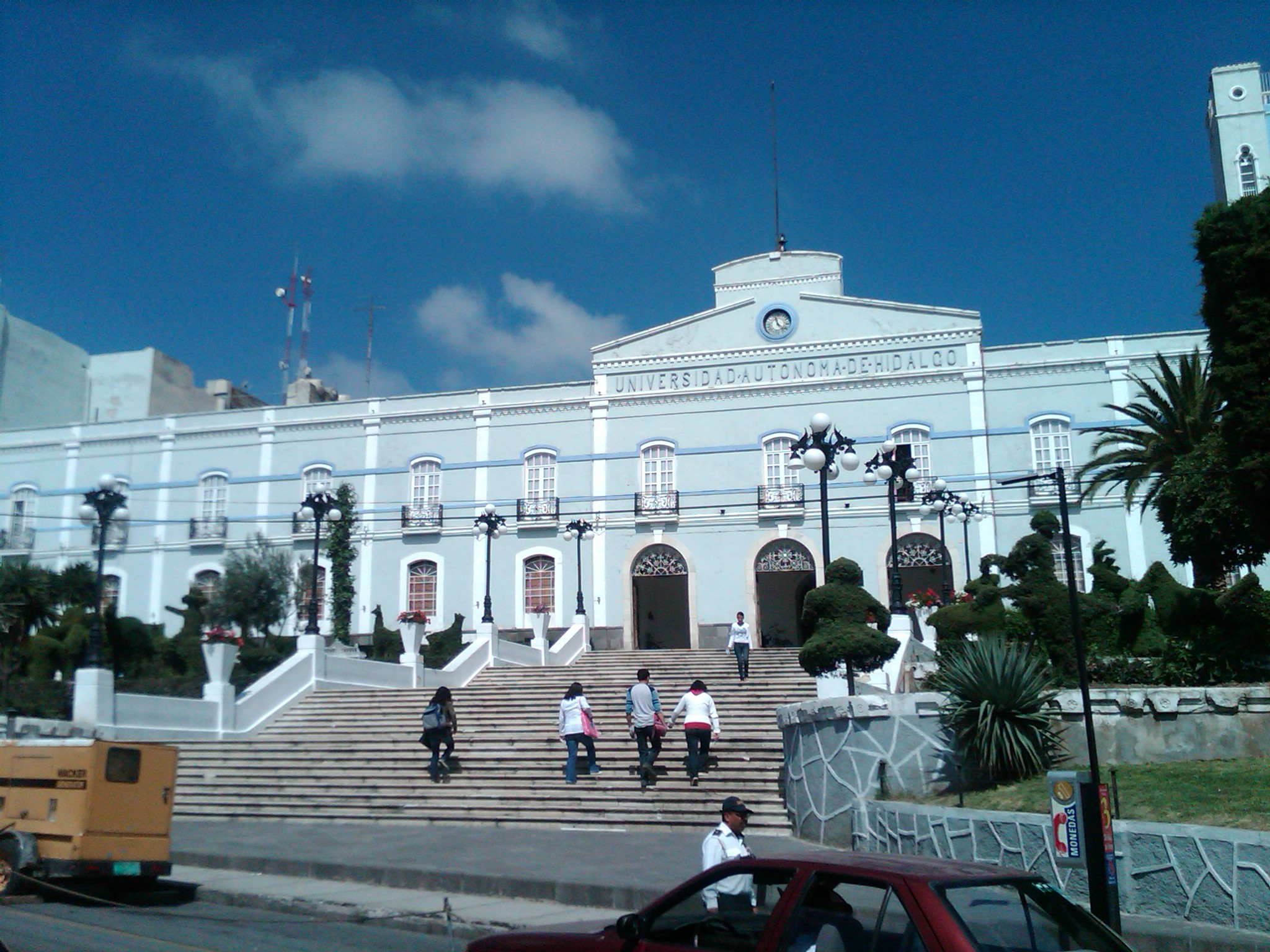
Hospital de San Juan de Dios, actual Edificio de central de la UAEH.

En el siglo XVIII, Pachuca carecía de una institución hospitalaria, es por ello que el alcalde, los diputados, regidores y vecinos elevaron la solicitud al Virrey Juan de Acuña, II marqués de Casafuerte y al Arzobispo Fray José de Lanciego para que fuera otorgada una licencia para construir un hospital de la orden orden Juanina la cual era una hermandad que ya contaba con 17 hospitales fundados.
Este hospital se sostuvo hasta 1834, por las aportaciones que a lo largo del tiempo fueron haciendo diversos acaudalados, personajes como don Pedro Romero de Terreros. En 1869 fue sede del Instituto Literario y Escuela de Artes y Oficios y para 1961 se convirtió en el edificio central de la Universidad Autónoma del Estado de Hidalgo.
Pueden observarse en el frente tres arcos de medio punto, sus arcos deprimidos y su torre superior derecha con arcos de herradura.

### Palacio Municipal (Casa Rule)

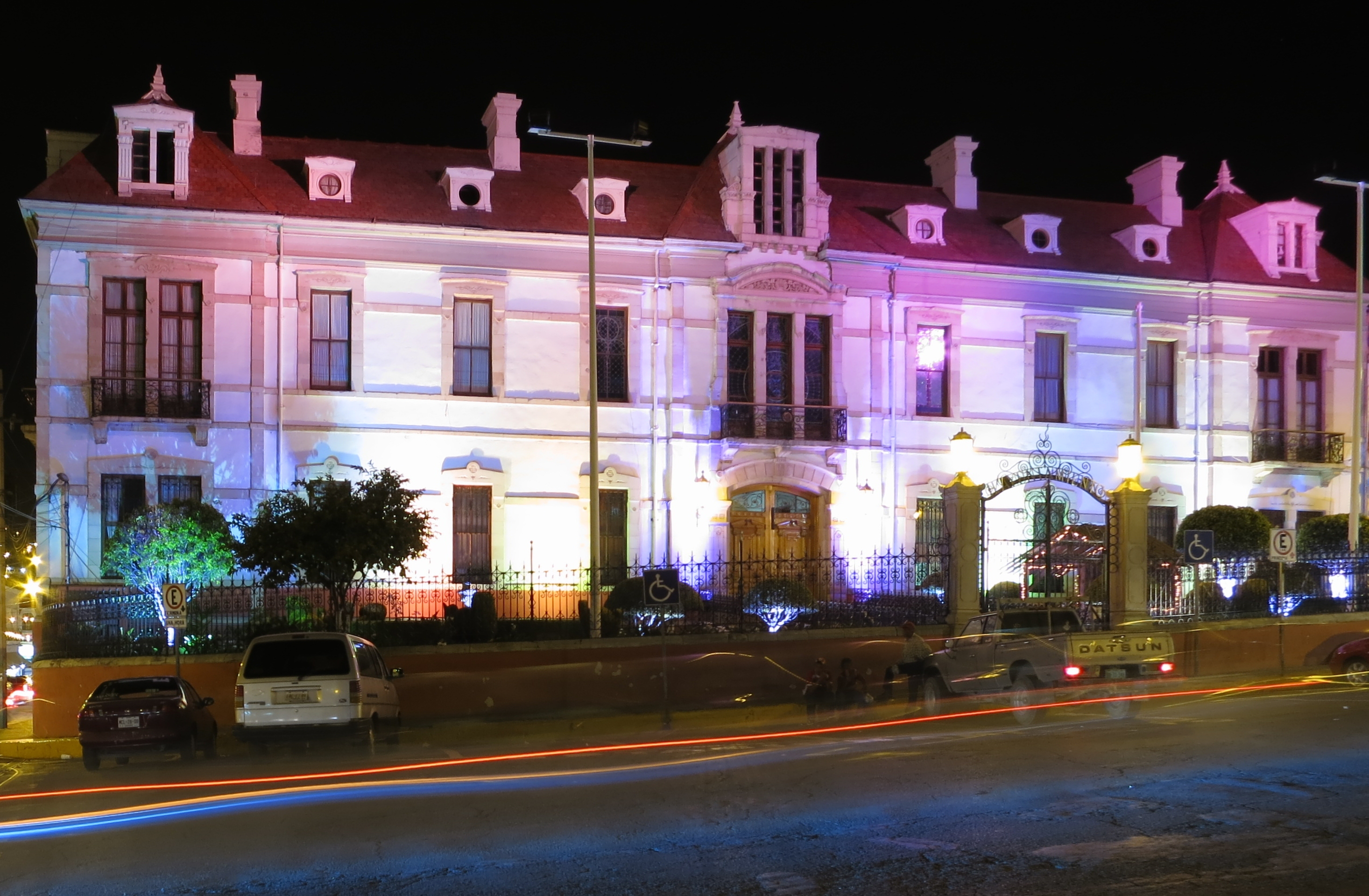
Casa Rule, actual Palacio Municipal

Se trata de una mansión de tres niveles, dos pisos y una mansarda. Es de estilo porfiriano francés de acuerdo a la época de su edificación. En ella el dueño estableció sus oficinas en la planta baja y arriba las habitaciones familiares.
Construido en la última década del siglo XIX; en el primero hay un acceso rebajado con relieve y sostenido por pilastras decoradas en relieves florales, tiene además, ventanas rectangulares, decoradas con figuras de estrellas estilizadas.
En el segundo nivel tiene una ventana central con balcón, dividido por parteluz y sobre la cual hay un frontón con relieves de concha marina, ramas y hojas. Todo esto rematado por el techo de lámina característico de las construcciones mineras.
Es un edificio de estilo inglés, construido en 1896 por el acaudalado minero Francisco Rule. La casa fue adquirida por el gobierno estatal en 1942 y sirvió como Palacio de Gobierno hasta 1971, cuando se instaló aquí el Tribunal Superior de Justicia. Desde 1985 es la sede de la Presidencia Municipal. La mansarda o ático, la cual era una zona utilizada como dormitorio de la servidumbre y como almacén de las numerosas viandas que por encargo del dueño llegaban desde Europa.

### Edificio Bancomer

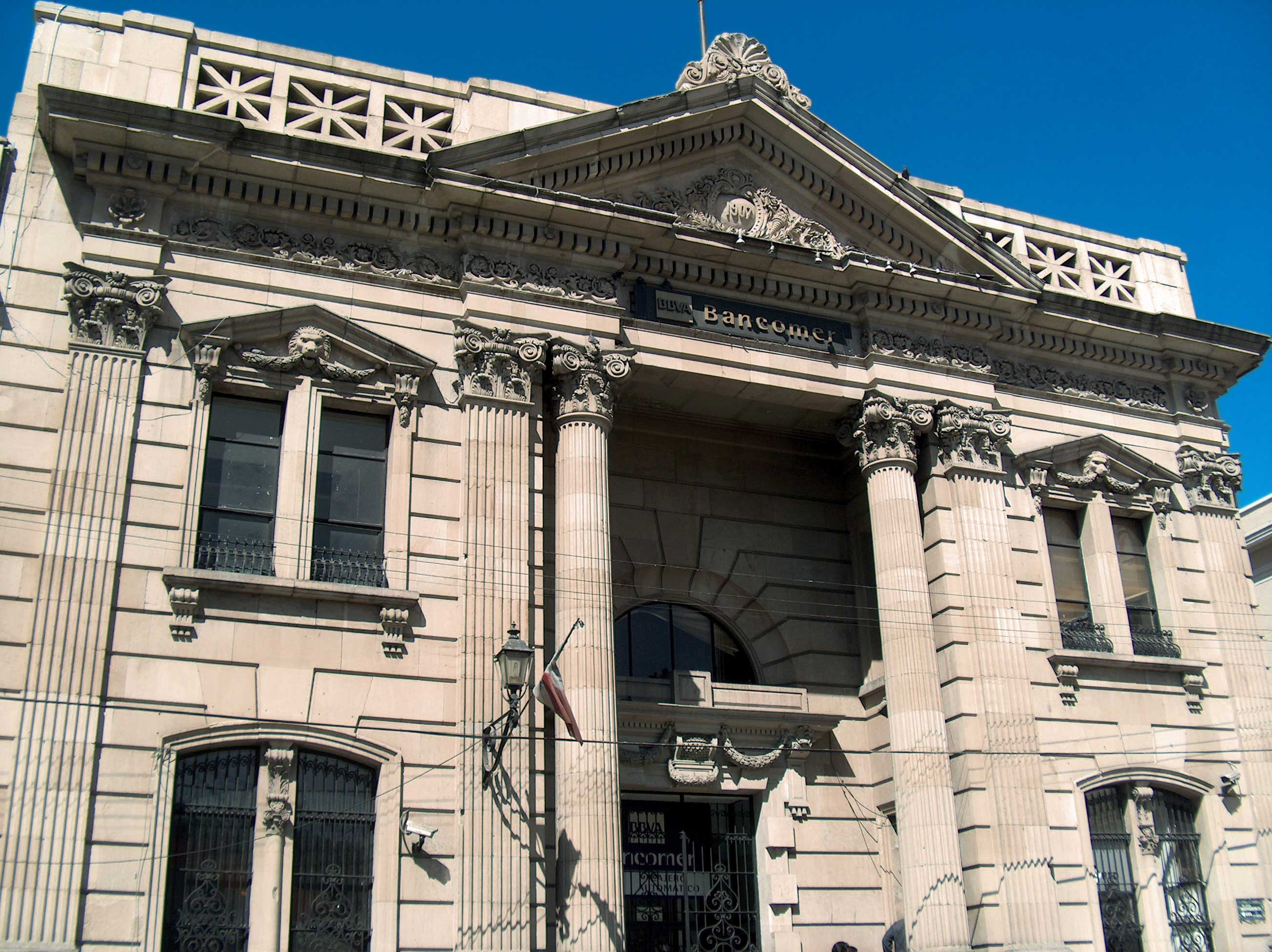
Edificio Bancomer.

Es una edificación de corte neoclásico, construido en 1902, en cantera de color café. En su fachada, en la que se encuentra el acceso principal almohadillado, con clave en forma de pergamino; tiene una Cornisa, y sobre ella un arco de medio punto, muestra dos columnas con capitel jónico como parteluz; las superiores muestran detalles geométricos, frontón superior con la figura de un león en alto relieve con listones en las fauces que van de los extremos donde se hallan dos figuras en forma de pergaminos.
Se ubica frente a la Plaza de la Independencia, en pleno centro histórico. Primero fue ocupado por el Banco Mercantil, después por el Banco Hidalgo y posteriormente, se convirtió en el Hotel Niágara. Actualmente alberga una sucursal de BBVA Bancomer.
En 2012 el edificio, fue restaurado en una primera etapa se realizaron dos levantamientos de información, por un lado se realizó el inventario de la situación en la que se encontraba el edificio, desde lo topográfico, fotográfico y arquitectónico, para así determinar el daño de cada pieza. Posterior a ese trabajo, se pasó a la restauración.
Este edificio forma parte del patrimonio cultural de la Fundación BBVA Bancomer.

### Archivo Histórico y Museo de Minería (Cajas de San Rafael)

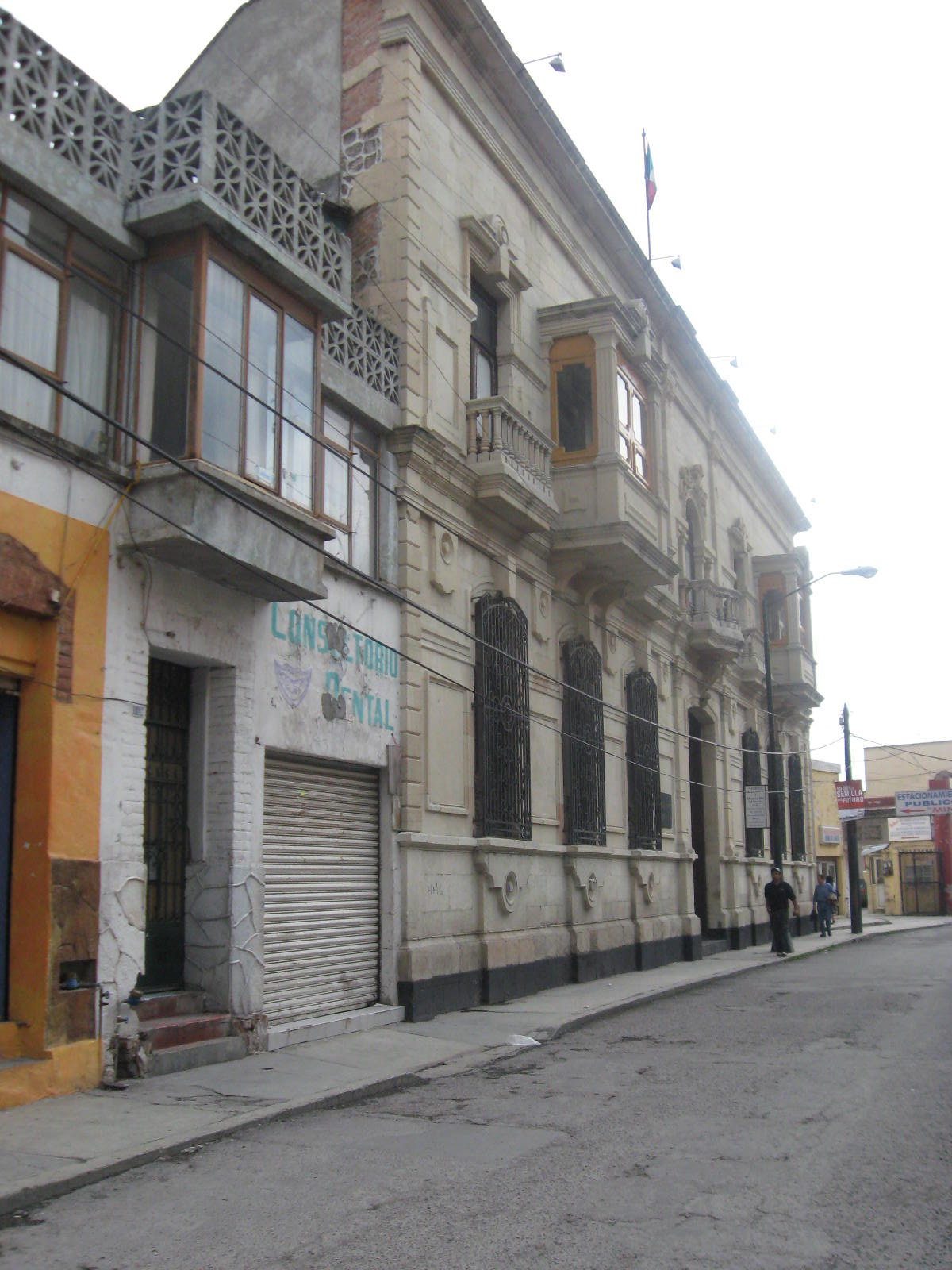
Cajas de San Rafael, actual Archivo Histórico y Museo de Minería de Pachuca.

Construcción de cantera que data del siglo XIX, fue propiedad de la Cía. Minera “San Rafael”, después lo adquirió el Gobierno del Estado y finalmente la Cía. Real del Monte y Pachuca, quien lo entregó en donación al Archivo Histórico y Museo de Minería de Pachuca.
En este museo, podemos encontrar fotos y mapas que nos indican el trazado de las minas, los implementos usados en su explotación, la evolución del proceso extractivo desde tiempos remotos en que se usaban los instrumentos más rudimentarios hasta la aparición de las herramientas y taladros neumáticos que permitieron un mayor crecimiento de la minería. Cuenta con varias secciones, las cuales dan un panorama amplio y completo del desarrollo histórico de la actividad minera en la región.

### Reloj Monumental de Pachuca

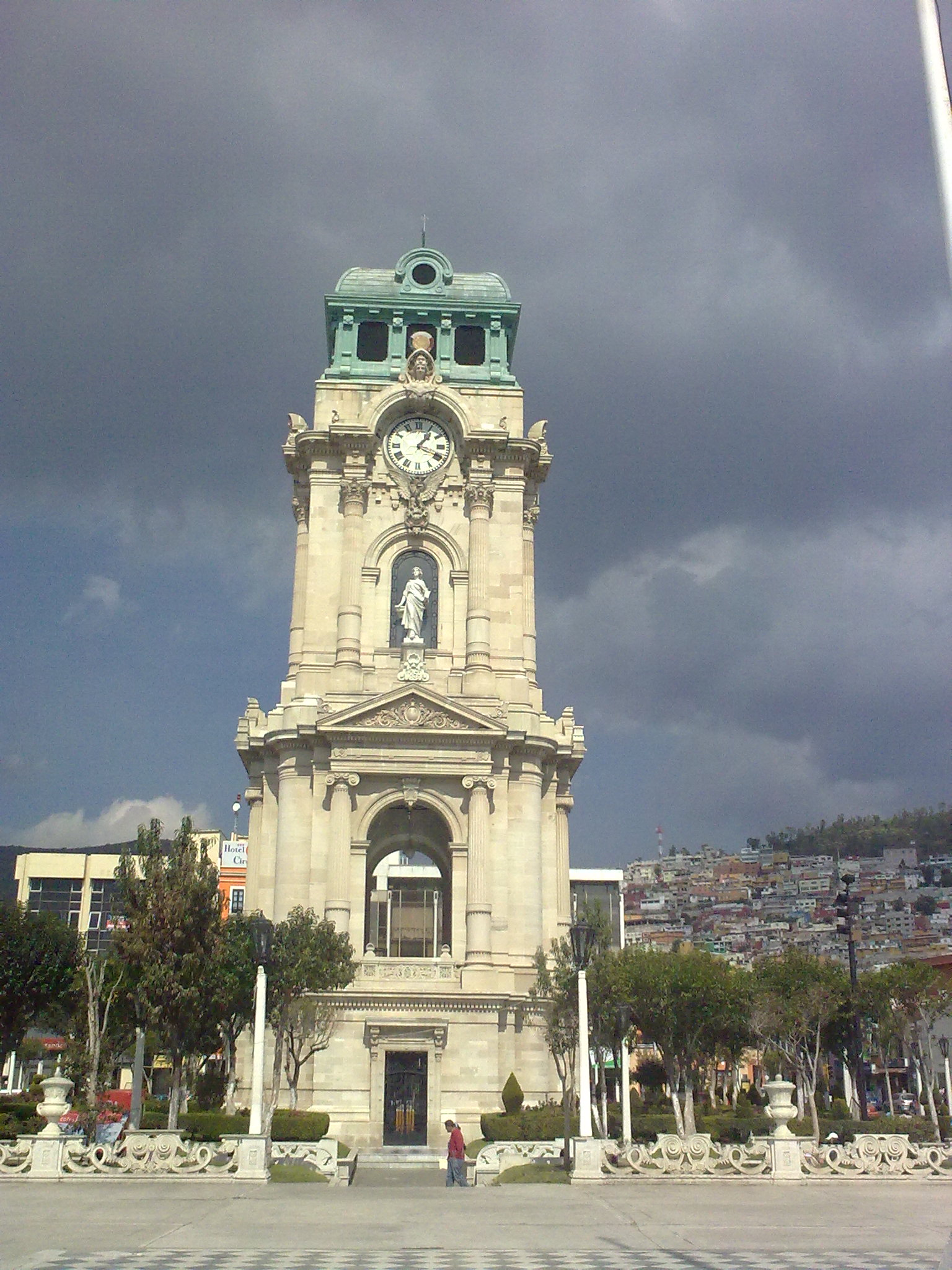
Reloj Monumental de Pachuca.

La idea de erigir esta obra, surgió a raíz de la conmemoración del primer centenario de la Guerra de Independencia y fue concebida por un grupo de hombres de esta localidad, quienes le plantearon a don Jesús Zenil, embajador de México en Austria, la posibilidad de gestionar la adquisición en la misma fábrica en que fue construido el carillón del Big Ben de Londres, la maquinaria del Reloj de Pachuca. Fue inaugurado el 15 de septiembre de 1910, bajo el proyecto de Tomás Cordero y construido por los ingenieros Francisco Hernández y Luis Carreón. En una especie de torre de cuatro cuerpos, de estilo neoclásico, fue construido en cantera blanca, con una altura de 40 metros.
La torre está construida con cantera blanca de Tezoantla en estilo neoclásico. La torre está compuesta por cuatro secciones o niveles:
- El primer nivel, el inferior, es el más pequeño y contiene las puertas rectangulares del monumento.
- El segundo nivel, es un frontispicio de orden jónico.
- El tercer nivel contiene columnas con capitel corintio, cuatro estatuas, el águila nacional y la carátula del reloj.
- El cuarto nivel, o cúpula de la torre, es de cobre y hierro forjado, fabricado en Monterrey. Contiene ocho campanas afinadas en la escala de Do mayor.

En mayo de 2006 se presentó al Comité para la preservación del Centro Histórico de la Ciudad de Pachuca; el 11 de septiembre de 2007 se firmó el contrato para la realización de los trabajos de restauración al Reloj Monumental. El 12 de noviembre de 2007, se empezó a trabajar en el sitio; la presentación de la restauración del Reloj Monumental de Pachuca se hizo el 15 de septiembre de 2008. El 15 de septiembre de 2010, el Reloj Monumental de Pachuca cumplió 100 años de haberse construido. Conmemoración que se llevó a la par con los festejos del Bicentenario de la Independencia Mexicana.

### Teatro Hidalgo Bartolomé de Medina

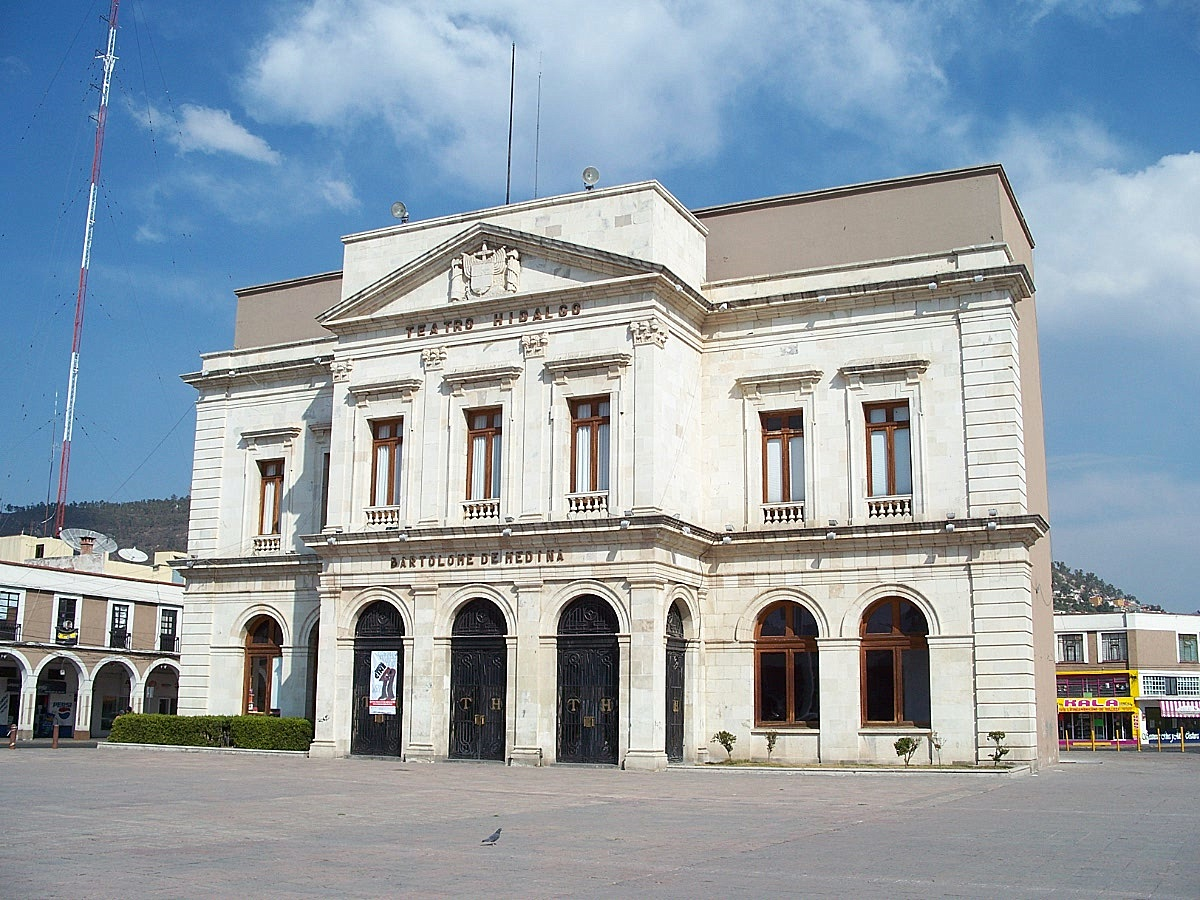
Teatro Hidalgo Bartolomé de Medina.

El Teatro Bartolomé de Medina se inauguró en el 15 de enero de 1887, se encontraba ubicado en la calle de Matamoros en pleno centro de la ciudad, era recinto oficial de ceremonias públicas y de la alcurnia porfiriana. Su fachada, terminada 4 años después, en 1891, es la que dio valor a la obra estructural del ingeniero Ramón Almaraz, quien la inició hacia 1870, aunque fue concluida por el arquitecto italiano Cayetano Tangassi, y del célebre escenógrafo Jesús Herrera y Gutiérrez, a quien se le encargó la decoración interior.
En enero de 1943, el Teatro Bartolomé de Medina fue demolido y en su lugar se construyó un edificio a cargo de Medardo Anaya inaugurado un año y meses después, a esta edificación se le dio el apelativo "Adefesio Reforma", debido en haberle levantado en medio de un panorama hasta entonces homogéneo de construcciones coloniales y porfirianas. Entre los años 1957 y 1963 se construyó el Teatro Hidalgo Bartolomé de Medina en la Plaza Juárez como reemplazo al teatro demolido.
Es un edificio neoclásico, sobresale en su fachada de cantera los arcos de medio punto, las ventanas rectangulares con cornisa entrecortada y un frontón rectangular con un escudo en altorrelieve. Fue inaugurado el 18 de marzo de 1987.

### Archivo General del Estado de Hidalgo

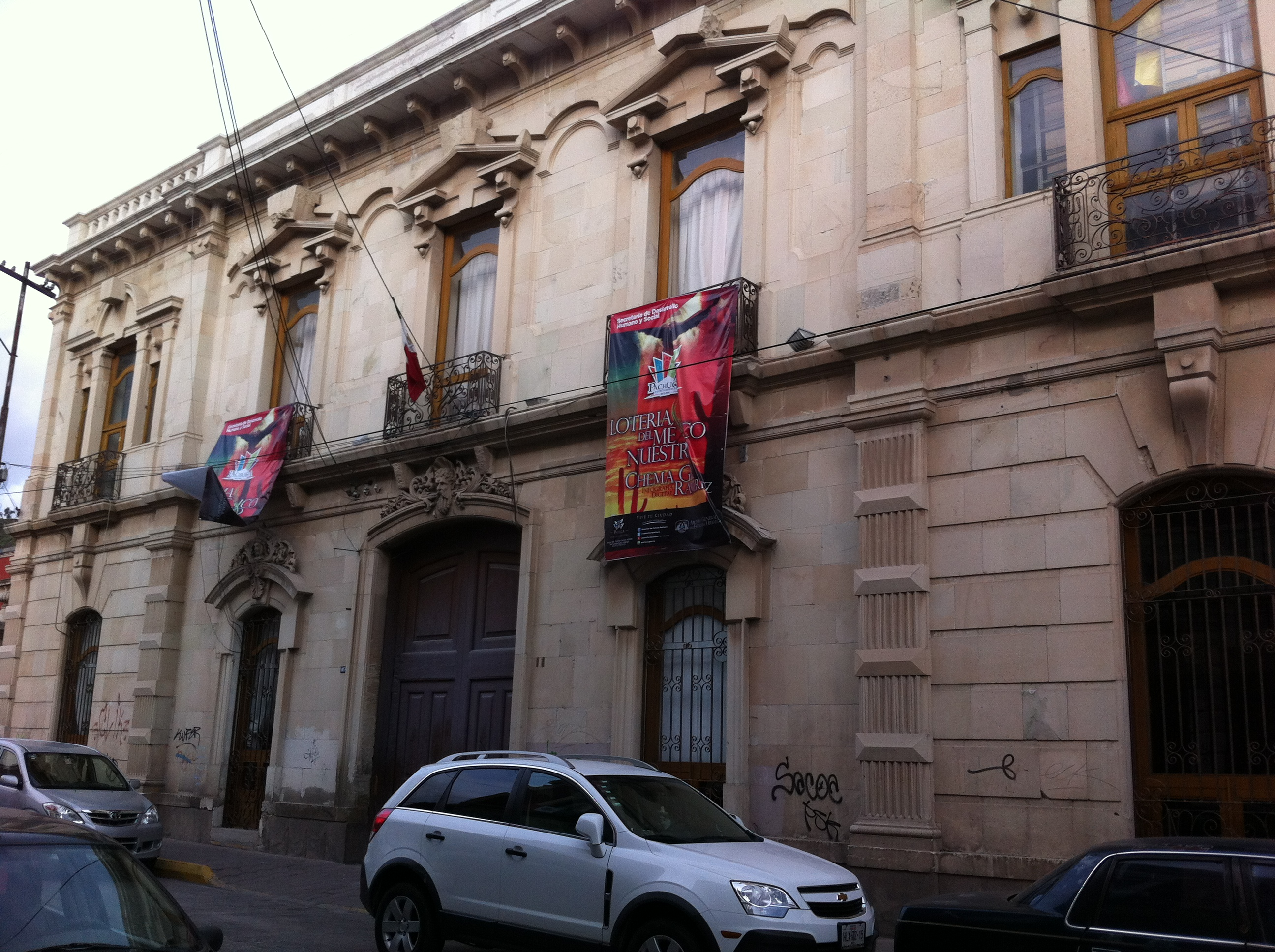
Archivo General del Estado de Hidalgo.

El Archivo General del Estado de Hidalgo fue creado el 1 de diciembre de 1980 por Decreto Oficial e inaugurado en marzo de 1987. Tiene como funciones principales el recibir, prestar documentos semiactivos del Poder Ejecutivo, así como conservar, prestar y difundir los acervos documentales Históricos. Cuenta con fototeca, biblioteca, hemeroteca, imprenta y archivos de concentración e histórico.
La Fototeca, cuenta con un catálogo de 3600 fotografías de las cuales abarcan un período de 1880 a 1994. La Biblioteca, está conformada por 8619 volúmenes los cuales están la mayor parte especializados en los siguientes temas: Administración Pública Federal, Estatal, Historia de México e Hidalgo y de Archivonomía y Biblioteconomía.
El Archivo Histórico, cuenta con 8 catálogos de los Fondos Documentales de Tula, Atotonilco El Grande e Ixmiquilpan: un inventario analítico del Registro de lo Familiar, 3 inventarios someros de los fondos: Hospital Civil, Sindicato Minero y Patrimonio Indígena del Valle del Mezquital. La Hemeroteca, cuenta con el Diario Oficial de la Federación, Periódico Oficial del Estado y algunas colecciones de periódicos y revistas comerciales de diferentes épocas, haciendo un total de 120 217 ejemplares.
El edificio consta de dos niveles la fachada la cual la parte baja en donde se encuentra el acceso por un arco rebajado y con una ornamentación en la parte superior de la puerta, así como las ventanas que constan de un arco rebajado y una ornamentación en la parte superior. Los balcones están apoyados en unas ménsulas, en las ventanas en la parte superior cuentan con pilastras estriadas unidas al muro con un capitel dórico y el friso termina en triangular recto abierto por debajo y curvo y como remate de superior se localiza una balaustrada sostenida sobre unas ménsulas a lo largo de la misma.

### Cuartel del Arte

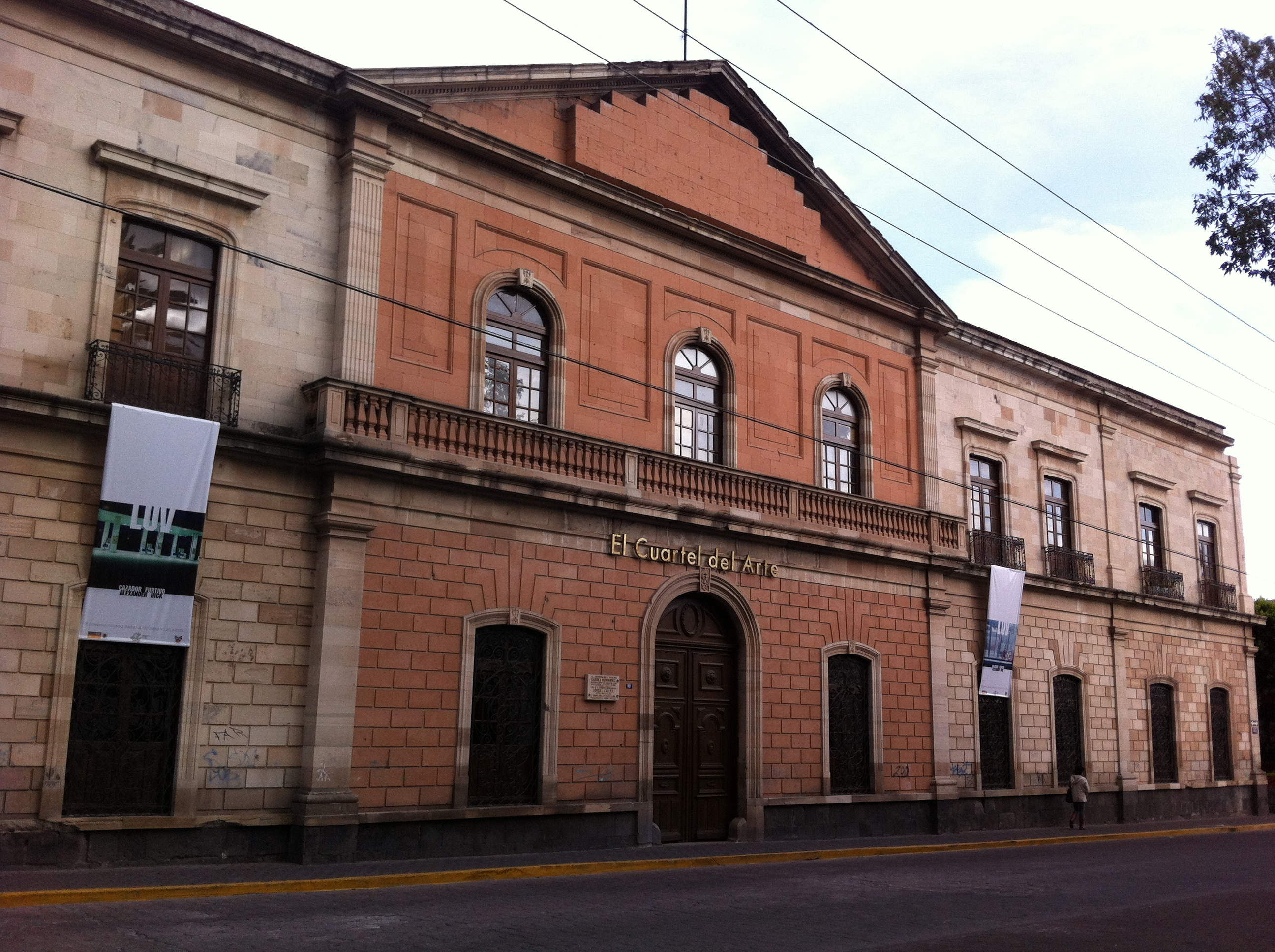
Cuartel del Arte.

Formó parte de los anexos del Ex Convento de San Francisco. En 1861 se estableció en el edificio la Escuela práctica de Minas, después fue objeto de diversos usos para posteriormente ser ocupado como cuartel y oficinas militares destinadas para las Tropas de la Guarnición.
El 18 de septiembre de 1929, por decreto presidencial, se convirtió en la sede de la Secretaría de Guerra y el día 17 de octubre del mismo año fue entregado el inmueble al jefe de operaciones militares. Fue el cuartel militar Gabriel Hernández (joven militar maderista que tomó la ciudad en 1911).
Desde la creación del Centro Regional INAH Hidalgo se emprendió la creación del Museo Regional, mismo que fundó el historiador y antropólogo Raúl Guerrero Guerrero y  se inauguró en 1983 y estuvo en funcionamiento hasta 1992, en sus salas se representaban diversas culturas antiguas y presentes del estado de Hidalgo, abajo una sala teotihuacana, huasteca, tolteca y mexica, arriba una representación etnográfica de los grupos otomíes, tepehuas, nahuas y huastecos, además de un tinacal y una pulquería, por ser representativas de una importante cultura del estado de Hidalgo.
Hoy este histórico edificio es conocido como la galería “Cuartel del Arte”, dependiente del Consejo Estatal para la Cultura y las Artes de Hidalgo, en la cual se exponen diversas obras de diferentes artistas consagrados, durante el transcurso del año.

### Palacio de Gobierno

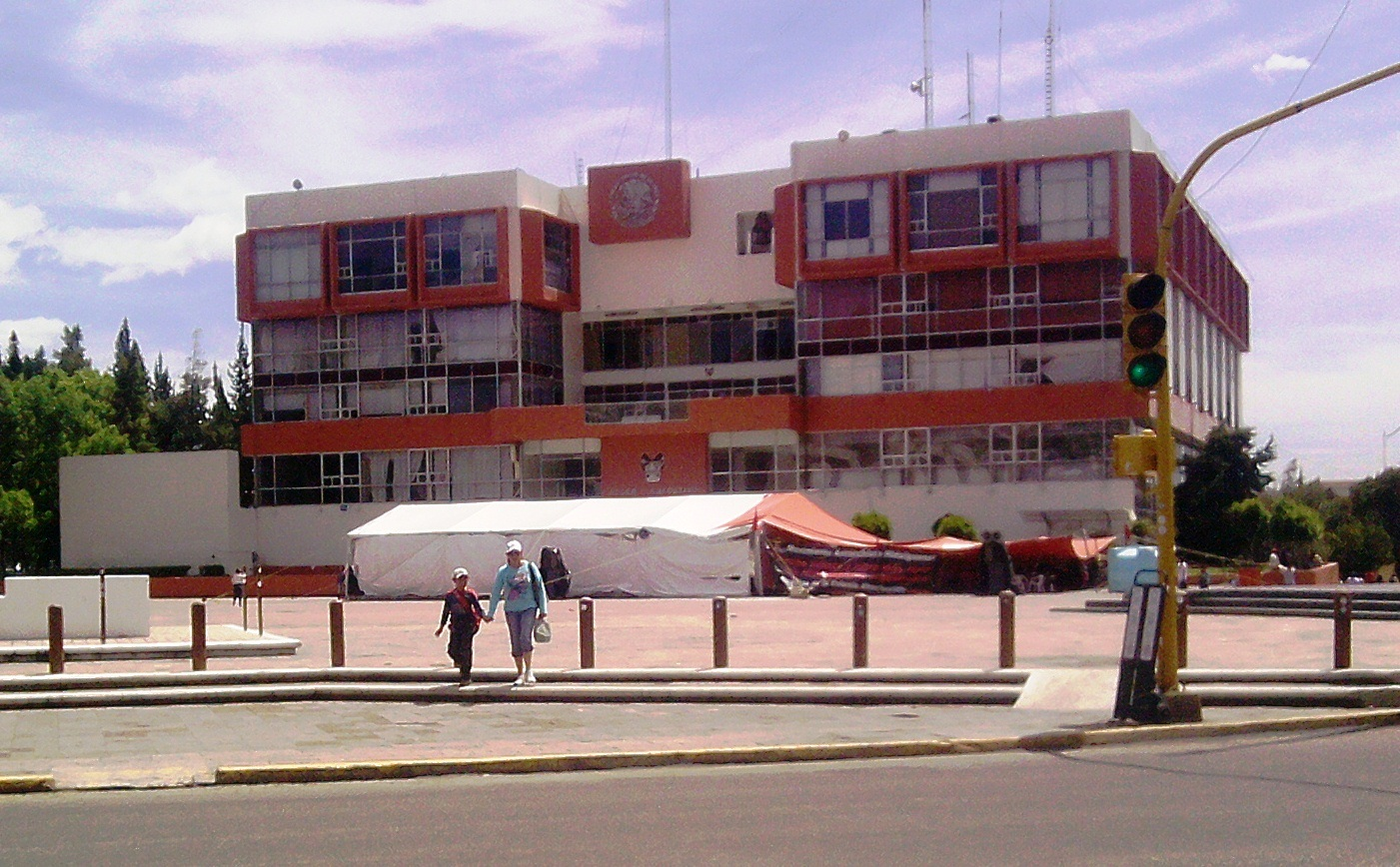
Palacio de Gobierno del Estado de Hidalgo.

Primero el Curato de la Asunción sirvió como Palacio de Gobierno, de 1942 y hasta 1970, estuvo en la Casa Rule (actual palacio municipal).
Durante las fiestas patrias de 1969, el gobernador Manuel Sánchez Vite ordenó que la siguiente ceremonia tendría que efectuarse en una nueva sede. Se construyó el nuevo edificio en los antiguos patios del ferrocarril, hoy Plaza Juárez, mediante la colaboración de aportaciones particulares, se edificó en un año exacto, y se inauguró el 15 de septiembre de 1970.
Es una edificación de 4 niveles y actualmente luce con algunos acabados originales, entre ellos las paredes de mármol y pisos de granito. En 2011, el edificio cumplió 40 años, por instrucciones de Miguel Ángel Osorio Chong se restituyó la placa conmemorativa a la inauguración del Palacio de Gobierno. Acudieron a la reposición de la placa familiares, amigos y colaboradores del gobernador Sánchez Vite. La nueva placa metálica tiene una inscripción que dice: "En conmemoración al CLX aniversario de la Independencia de México y siendo presidente de los Estados Unidos Mexicanos Gustavo Díaz Ordaz y gobernador Manuel Sánchez Vite, fue inaugurado el Palacio de Gobierno".

### La Casa Colorada

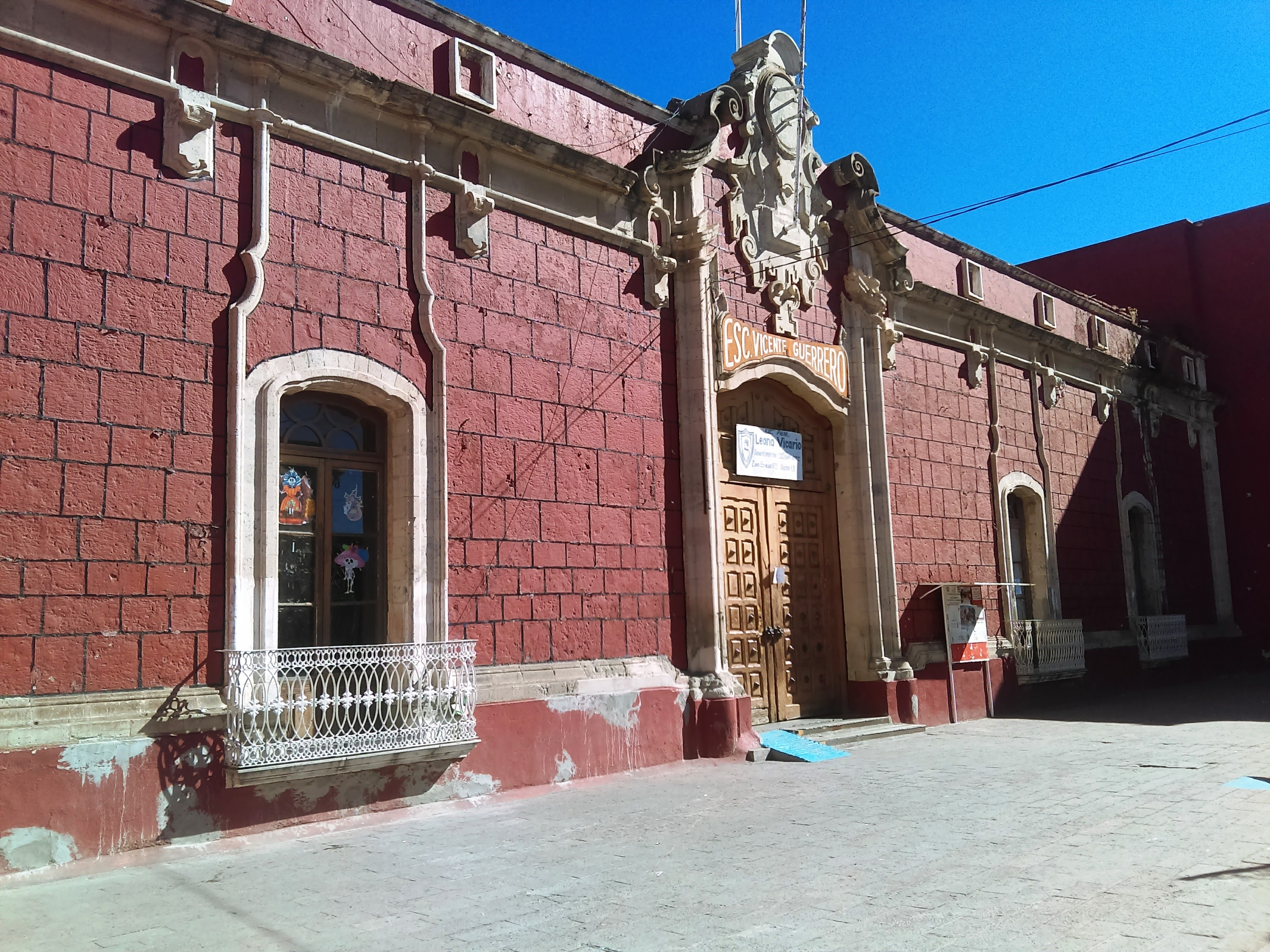
Casa Colorada

El Segundo Conde de Regla, Pedro José Ramón Romero de Terreros Trebuesto y Dávalos de Bracamonte, a mediados de 1791 ordenó a su administrador, Francisco de Paula Villaldea, construyera una residencia a fin de ocuparla durante sus estancias en Pachuca. Primeramente, adquirió un buen lote, muy cerca del Convento Franciscano, el proyecto fue encargado al mismo arquitecto que había construido en la Ciudad de México las oficinas y casa de empeño del Real Monte de Piedad y de las Ánimas (Nacional Monte de Piedad).
El proyecto incluyó un pórtico, a cuyos lados se levantaron sendas estancias frontales: la del lado norte dispuesta como comedor y la del sur como sala de descanso. En la primera, la distribución continuaba hacia el oriente mediante una cocina, la alacena, 2 cuartos de baño y una bodega; en tanto que en el lado contrario la prolongación daba paso a 4 recámaras y un medio baño; el patio de la residencia fue ornamentado con un jardín, partido por un andador central y a su alrededor un pasillo techado por el cual se tenía acceso a las estancias y recámaras. Al oriente el pasillo central conducía al garaje, donde se encontraban las caballerizas y habitaciones de la servidumbre.
Su fachada, se utilizó piedra de tezontle, traída del paraje de Venta Prieta, gracias a la cual los paramentos quedaron teñidos de rojo, color al que dio mayor relevancia a la cantera blanca con la cual se esculpieron jambas y dinteles, del portón y las ventanas, así como los adornos del friso inferior y los remates superiores. Esta circunstancia ocasionó que desde entonces los pachuqueños la conocieran como "La Casa Colorada".
A la muerte del conde, en 1809, la casa junto con todas las propiedades pasaron a manos de su hijo el tercer Conde de Regla. Este último, abandonó la casa, y a su muerte, el 12 de abril de 1746, al no existir hijo varón, dividió sus propiedades entre sus tres hijas, correspondiendo la casa a su hija María Antonia casada con el Miguel Cervantes, quien se encargó de administrar las propiedades de su esposa. Como la autoridad amenazó con embargarle la propiedad, Cervantes pretendió venderla, mas no hubo comprador; fue entonces que el gobierno se quedó la casa, destinándola como sede del Tribunal Superior de Justicia, institución que permaneció en ese sitio hasta 1970.
El gobernador Manuel Sánchez Vite ordenó que, se estableciera ahí una escuela pública, aunque a la postre fueron dos, la primaria Vicente Guerrero por la mañana y por la tarde la también primaria Leona Vicario. Los arreglos, concluidos en 1971, transformaron enteramente el edificio que sólo conservó la roja fachada.

## Iglesias

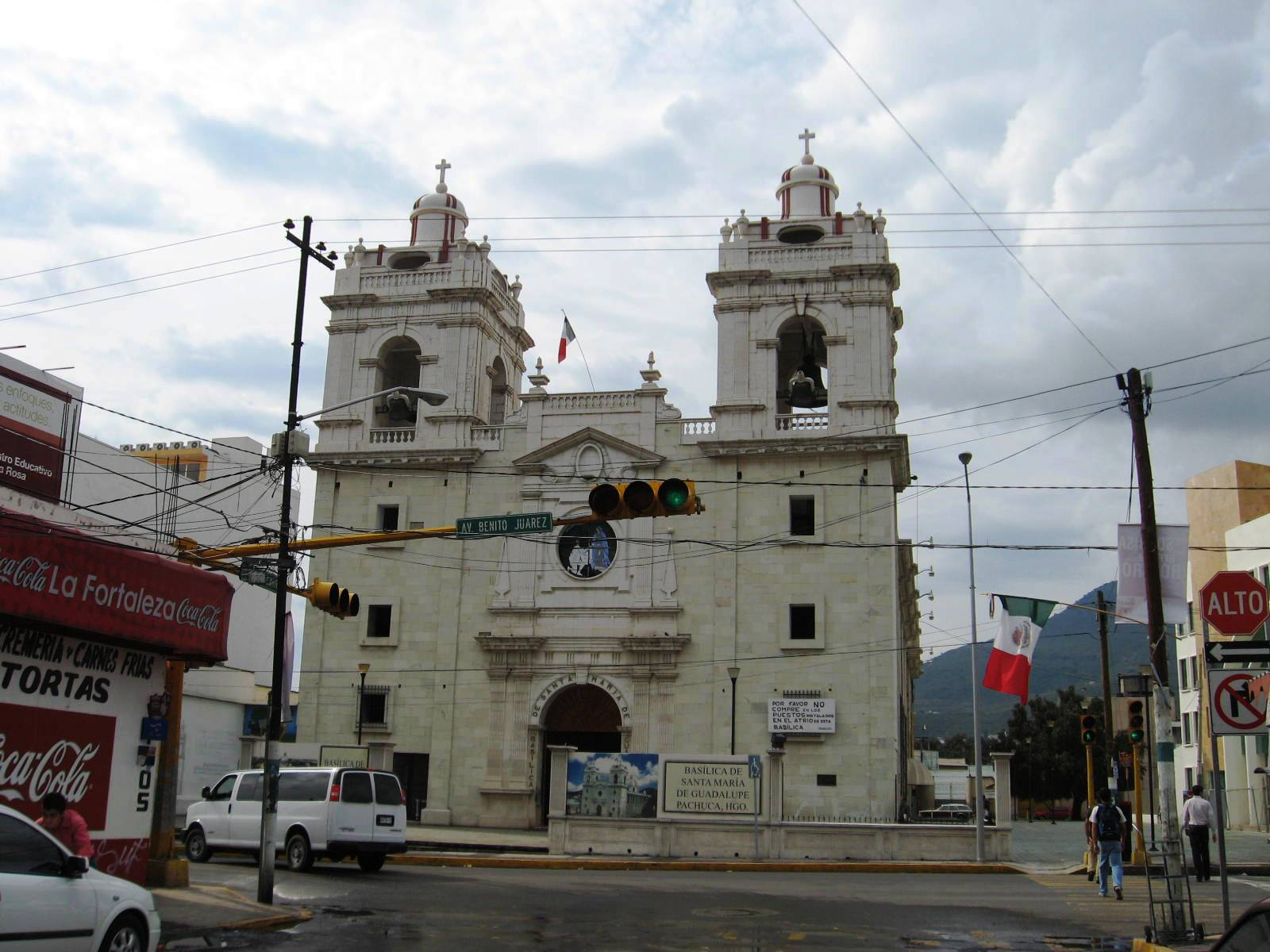
Basílica Menor de Nuestra Señora de Guadalupe.

### Basílica Menor de Nuestra Señora de Guadalupe
Tuvo su origen a principios del siglo XX, exactamente en 1907. A mediados del siglo XIX, se había construido una pequeña ermita dedicada a la virgen de Guadalupe. La superficie de esta iglesia hecha de piedra tenía unos ocho metros de alto y unos cinco de ancho.
Es un Templo de fachada monumental flanqueado por dos torres simétricas de un solo cuerpo trabajadas en cantera blanca, al igual que todo el parámetro de la fachada. La entrada es un arco de medio punto sobre impostas con jambas lisas, la clave está resaltada y la entrada está limitada por dos pares de pilastras planas estriadas sosteniendo un entablamento con triglifos.

### Templo y exconvento de San Francisco de Pachuca

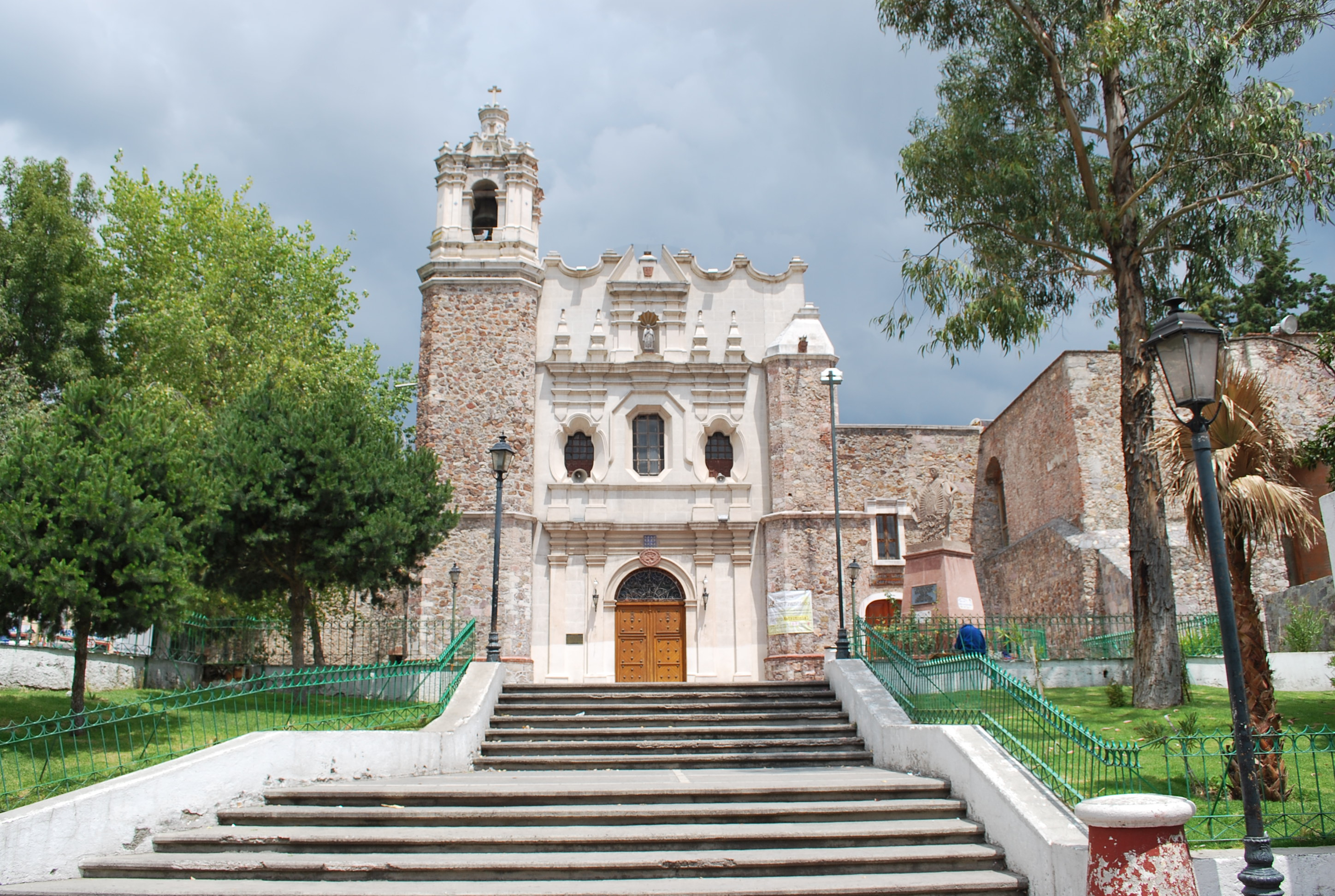
Templo y exconvento de San Francisco.

Construido en el siglo XVI. La obra del templo fue iniciada en 1596 se concluyó alrededor del año de 1660; Su fachada es de sencillas proporciones, de estilo barroco. La obra fue dirigida por Fray Francisco de Torantos, quien eligió el estilo barroco para su portada y ventanas. Parte de la fachada fue destruida por una carga de dinamita en 1924 durante la rebelión delahuertista y renovada posteriormente.
El claustro anexo se concluyó en 1604 y tuvo varios usos que lo arruinaron en gran parte, hoy se encuentra remodelado y es sede del Centro Cultural Hidalgo, la Escuela de Artes del Estado y el Museo Nacional de la Fotografía.

### Iglesia Metodista del Divino Salvador

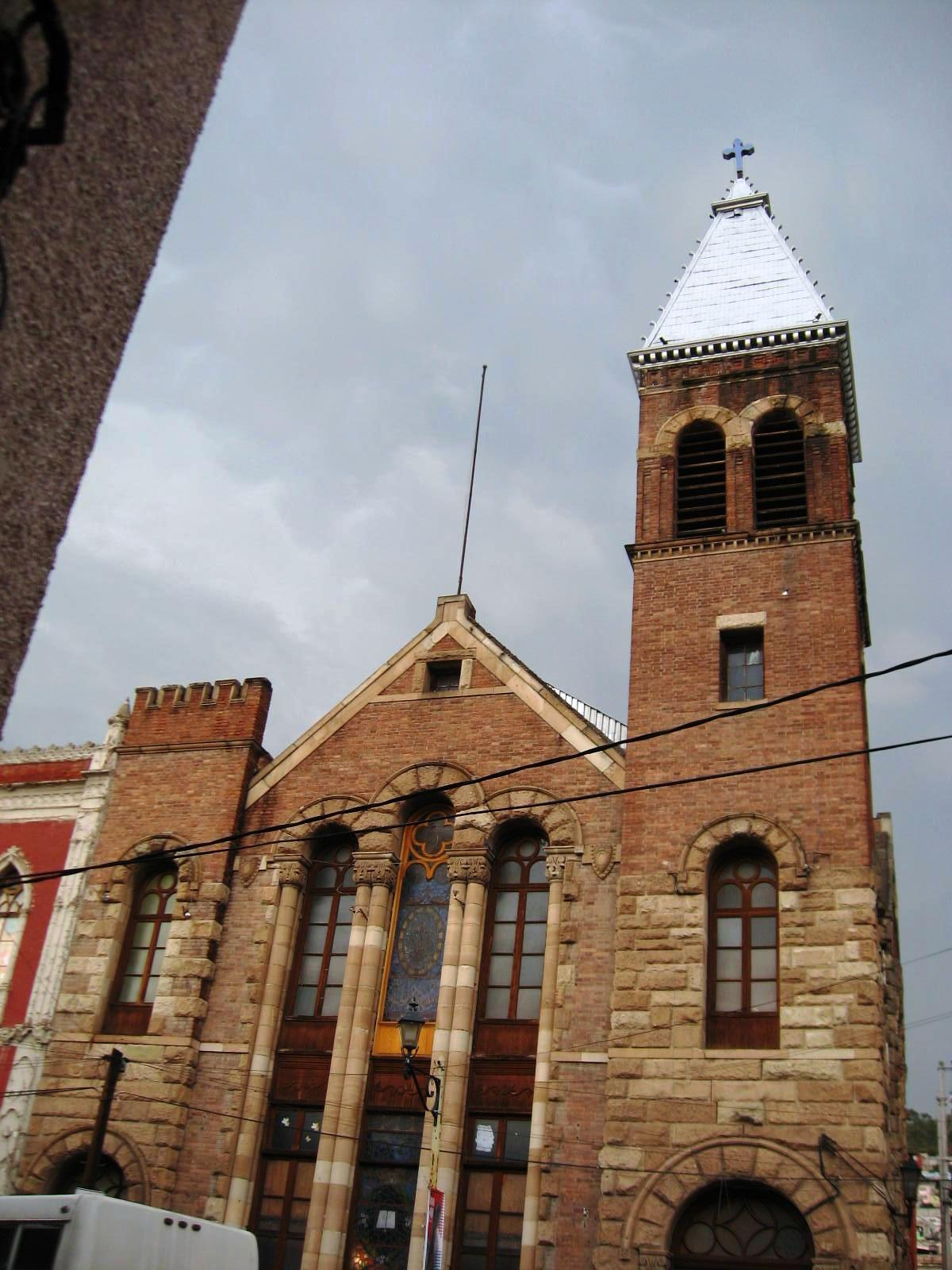
Templo Metodista.

Su construcción data de finales del siglo XIX; su fachada presenta una base de tabique aparente, sus puertas y ventanas son de estilo neorrománico.
La iglesia metodista del Divino Salvador data de 1840; con la llegada de los primeros metodistas, mineros ingleses, procedentes de Cornualles, Inglaterra. En 1870, ante el crecimiento de la congregación, se decidió comprar un terreno (donde se encuentra actualmente). Originalmente, constaba de una capilla de adobe, y se inauguró en 1876. En 1901 se inauguró el templo.
Después del inicio de las hostilidades de la Revolución, la congregación córnica disminuyó en número, por lo tanto decidieron regalar el edificio y su salón de clases adyacente a los mexicanos con la condición de que dejaran la habitación del último piso para los córnicos que se quedaran. Finalmente, la capilla fue donada totalmente a los mexicanos.

### Parroquia de la Asunción

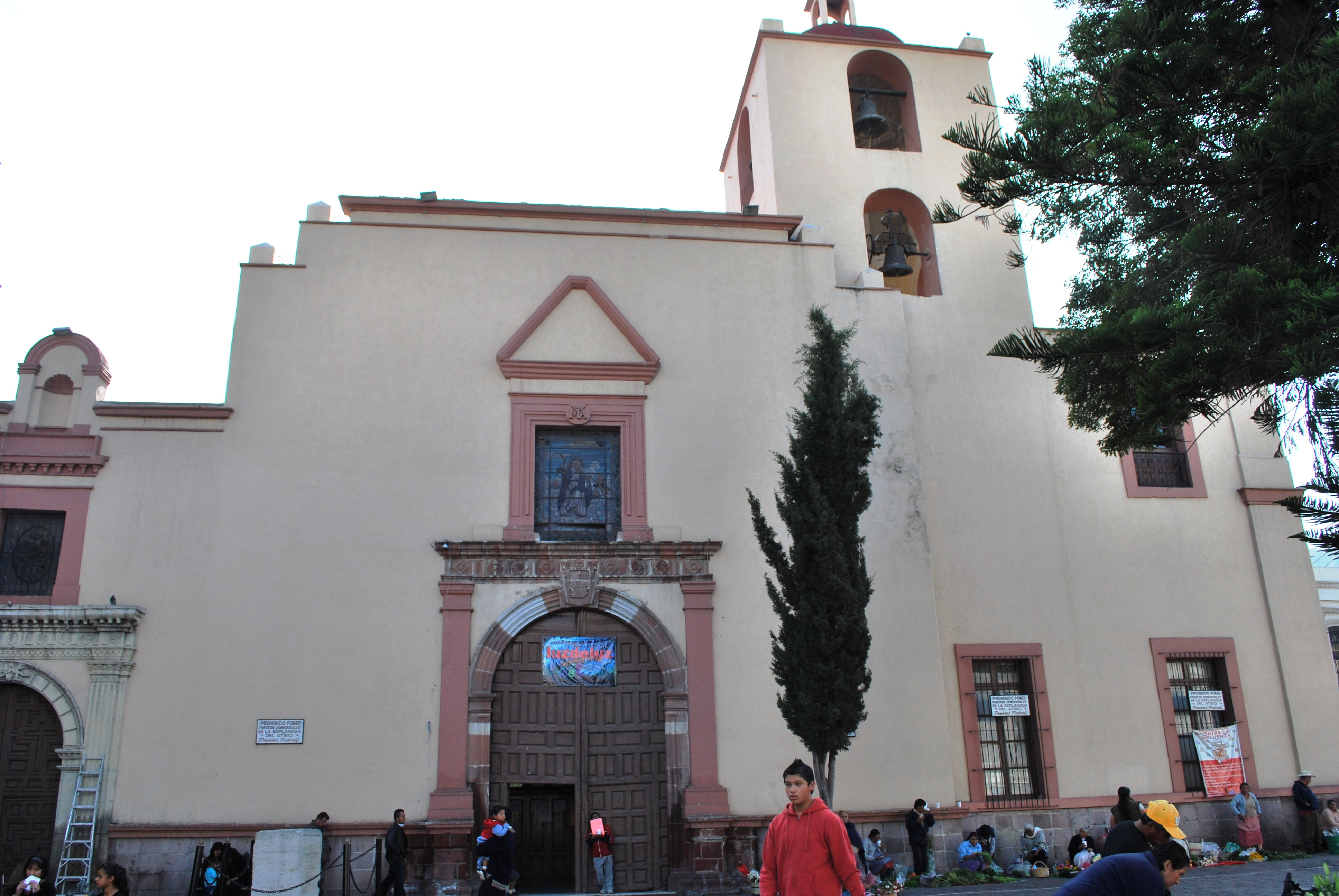
Parroquia de la Asunción.

Este templo fue el principal de Pachuca por más de 300 años. Se encuentra dentro del primer cuadro de la ciudad, a un costado de la Plaza de la Constitución. Su fachada se compone de dos cuerpos, uno de ellos presenta una ventana coral y un nicho rematado por un frontón, el otro tiene la entrada al templo con arco de medio punto franqueado por dos pilastras y un arquitrabe barroco.
En un principio, construido de tejamanil y adobe, esta parroquia fue de las primeras edificaciones de la Ciudad, pero a causa de su débil construcción se vino abajo en 1647, iniciándose inmediatamente los trabajos de reedificación y tras 72 años, quedó de nuevo en pie.
En su interior se construyó un retablo que se concluyó hasta 1784 para ser demolido más tarde y realizar en su lugar un altar de tipo neoclásico, el cual en el año de 1960 fue remplazado por el actual.

## Plazas y jardines

### Parque Hidalgo

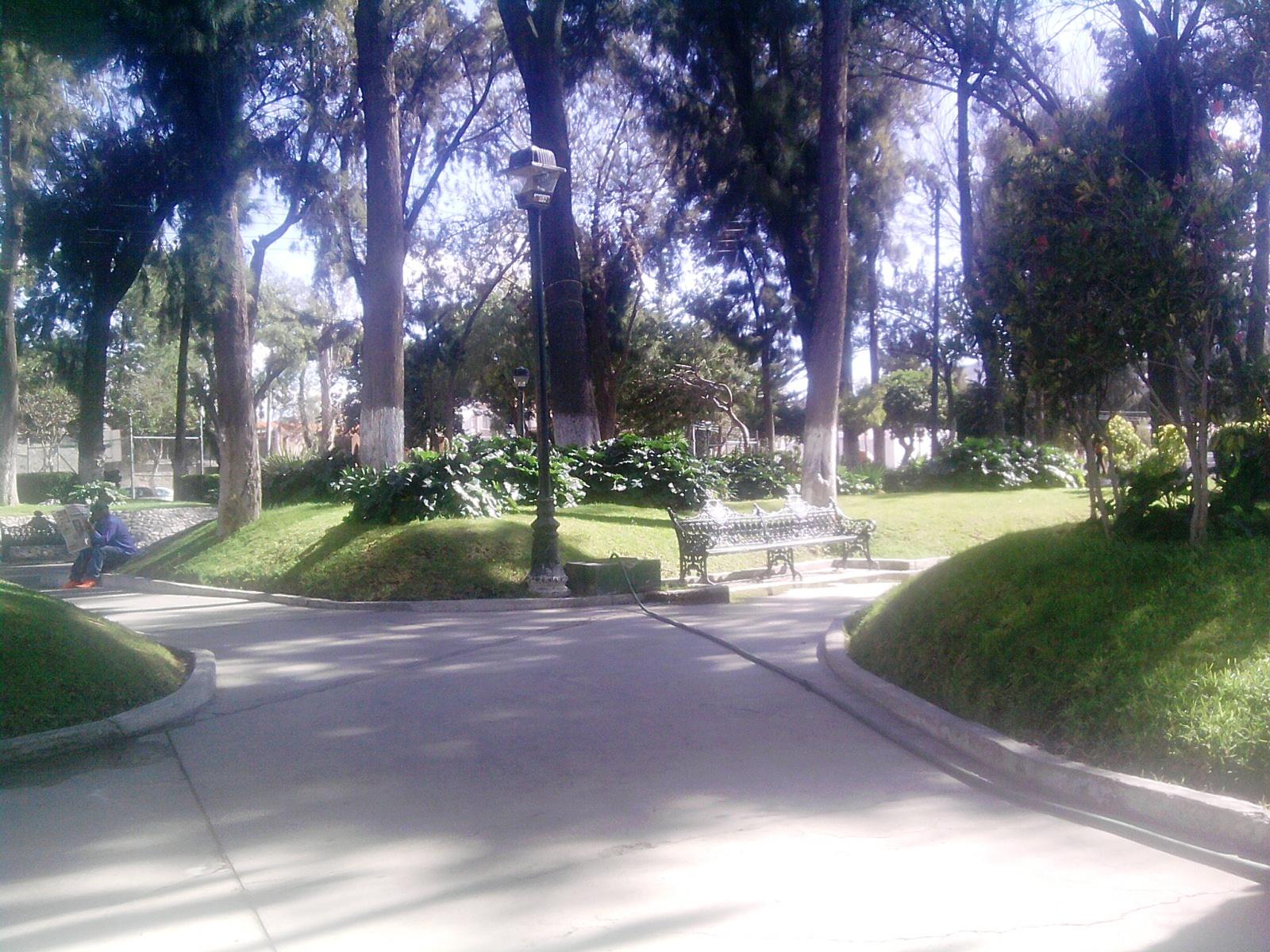
Parque Hidalgo.

El Parque Miguel Hidalgo, fue uno de los primeros parques y es uno de los más emblemáticos de la ciudad, conocido comúnmente como Parque Hidalgo, es un lugar con áreas verdes, canchas de juego, un quiosco (que es atípico al ser cuadrado), una fuente, varios monumentos, una fuente y un enorme reloj de sol, cuya carátula está tapizada por infinidad de flores.
Su origen se remonta al 1861, año en el que se expropiaron las instalaciones y anexos del Convento de San Francisco, en cumplimiento a lo preceptuado en las leyes de Reforma.
Existe en el Archivo Histórico del Poder Judicial del Estado, un documento, fechado el 4 de octubre de 1862, en el que consta el contrato celebrado entre José María de los Cobos, Síndico del Ayuntamiento de Pachuca y el señor José Luis Revilla, para construir en el mencionado lugar, un paseo al estilo de la Alameda Central de la Ciudad de México.
Las obras para su construcción se iniciaron en 1863, los cuales no llegaron a concluirse en los términos del contrato, el Ayuntamiento de la ciudad retomó el proyecto y lo continuó hasta concluirlo en 1882, inaugurándose con el nombre de “Parque Porfirio Díaz". La Asamblea Municipal aprobó el cambio de su nombre por el de Parque Hidalgo, lo que sucedió, el 14 de junio de 1911.

### Plaza Independencia

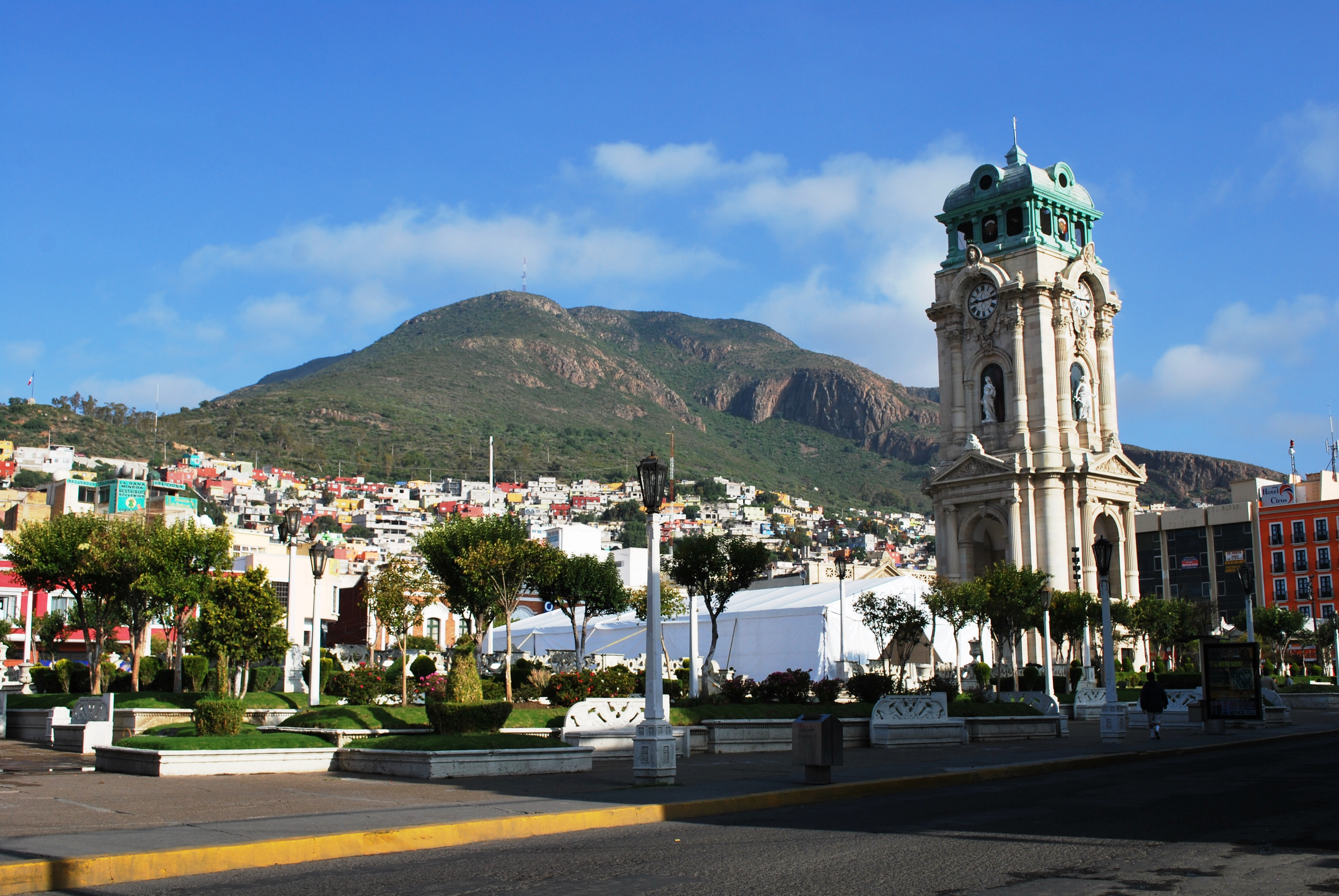
Plaza Independencia.

Se encuentra ubicada en los que fuera un antiguo depósito de las aguas del río de “Las Avenidas”. En 1746, aparece como plaza de toros de Avendaño, recinto alquilado por la familia de ese apellido a la Alcaldía Mayor para realizar corridas de toros a la usanza de entonces, a fin de presentar espectáculos complementarios a ferias o fiestas religiosas.
La primera construcción de importancia se edifica en el costado poniente a finales del siglo XVIII se edifica en el costado poniente la casa de don Pedro Madera Conde de Casa Alta. A partir de 1841, es esta asa se instala la terminal de donde partían o llegaban las diligencias que iban a la Ciudad de México o viceversa, de modo que el sitio pronto se convirtió también en mesón de gran importancia al que se conoció como “La Casa de Diligencias”, nombre que también se dio a la plaza donde se ubicaba. Fue a partir de entonces que la plaza se fue rodeando de edificios, la mayor parte destinados a alojar casas de comercio y servicios sin descartar el establecimiento de piqueras y pulquerías.
Para 1869, se diseñaron andadores, se sembraron árboles y se estableció en la porción norte un pequeño kiosco de madera y Juan C. Doria decidió alquila el edificio, en la parte oriente para establecer allí provisionalmente al Palacio de Gobierno. La construcción del Teatro Bartolomé de Medina, fue que más colaboró a la transformación de la plaza, inaugurándose el 15 de enero de 1887.
Entre 1902 y 1904, se realizan las obras de construcción del Banco de Hidalgo. En 1910 se inaugura el Reloj Monumental de Pachuca. En 1919 la unidad arquitectónica de la parte oriente se transforma con la construcción del edificio de la Nevería y salón de patinaje La Olimpia, en 1937 con el de la panadería La Palanca, entre 1943 y 1944 con la construcción del Adefesio Reforma, que da origen a otras transformaciones diversos edificios como el de Almacenes Escobedo y la nevería Kikos, que por cierto surgió después de demoler a la Olimpia, en 1957 se inicia la poco afortunada conversión del edificio de la esquina de Allende y Doria, en 1967 nuevamente se demolió otra porción de acera oriente para construir una el edificio que alberga a Banamex-centro; finalmente, en la década de los setenta, se permite la construcción de tres vitrinas de modernista concepción en la acera norte.
El 18 de octubre de 2010 iniciaron los trabajos de reencarpetamiento de las calles adyacentes de esta plaza. El 1 de diciembre de 2010 se reabrió el tránsito luego de la repavimentación de 7000 m². En 2011 el Reloj Monumental de Pachuca, y la Plaza Independencia fueron declarads como zona protegida por decreto del H. Ayuntamiento de Pachuca, publicado en el Periódico Oficial del Estado de Hidalgo.

### Plaza Constitución

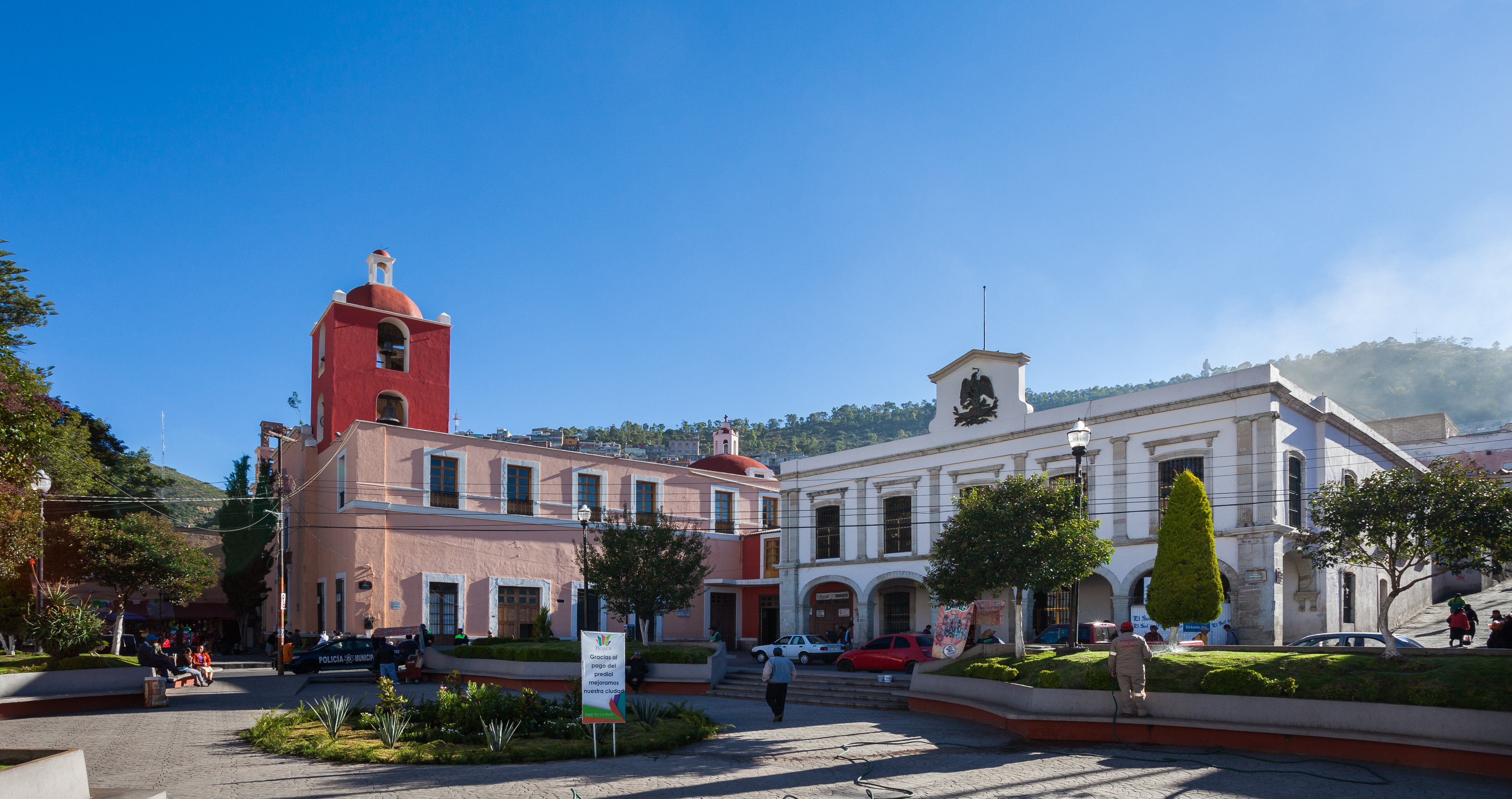
Plaza Constitución.

En sus orígenes, se denominó Plaza Real o Plaza Mayor, por los españoles que la crearon en 1550. En ella se concentraba todo el comercio, donde las amas de casa, también funcionaba como centro de esparcimiento, porque alguna vez fueron cirqueros, incluso toros.
El nombre fue sustituido por el de Plaza Constitución de Cádiz por las autoridades virreinales, el subdelegado Francisco de Paula Villaldea recibió la orden de conmemorar la constitución mediante un bando firmado por el Virrey Francisco Javier Venegas.
El viernes 19 de marzo de 1813, el subdelegado arribó al sitio, ubicado en las inmediaciones de la Plaza Mayor, que a partir de ese día, sería denominada como de la Constitución; acompañado de los más notables habitantes de esta comarca, se dio lectura al bando solemne enviado. Enseguida se dirigieron todos al interior de la parroquia de la Asunción donde se celebró la misa de Te Deum. Concluidos los servicios religiosos, salieron todos a la plaza, donde se realizó un desayuno popular, en el que se repartieron, de manera gratuita, "tecoquitos" (tamales pequeños) y atole, mientras el cohetero lanzaba al aire periódicamente sonoros petardos de pólvora. Después dio inicio una carrera de listones que permitió ver la destreza de los jinetes al recorrer el perímetro de la plaza.
La mayoría supone que el nombre se le atribuye posiblemente al decretarse la Constitución de 1857, en la era juarista, o la de 1917 promulgada por Venustiano Carranza.
La Plaza Constitución, tuvo una remodelación en 2007, durante la administración de Omar Fayad Meneses. Los trabajos consistieron en la remodelación de los portales que rodean la plancha, el Antiguo Palacio de gobierno y el monumento de Miguel Hidalgo inaugurado en 1889. En 2012, la Plaza Constitución tuvo una remodelación donde se llevó a cabo la sustitución de tuberías de las redes hidráulica y sanitaria, restauración y limpieza de fachadas, la recuperación del espacio público, homologación de anuncias comerciales, repavimentación, movilidad y accesibilidad.

### Plaza Juárez

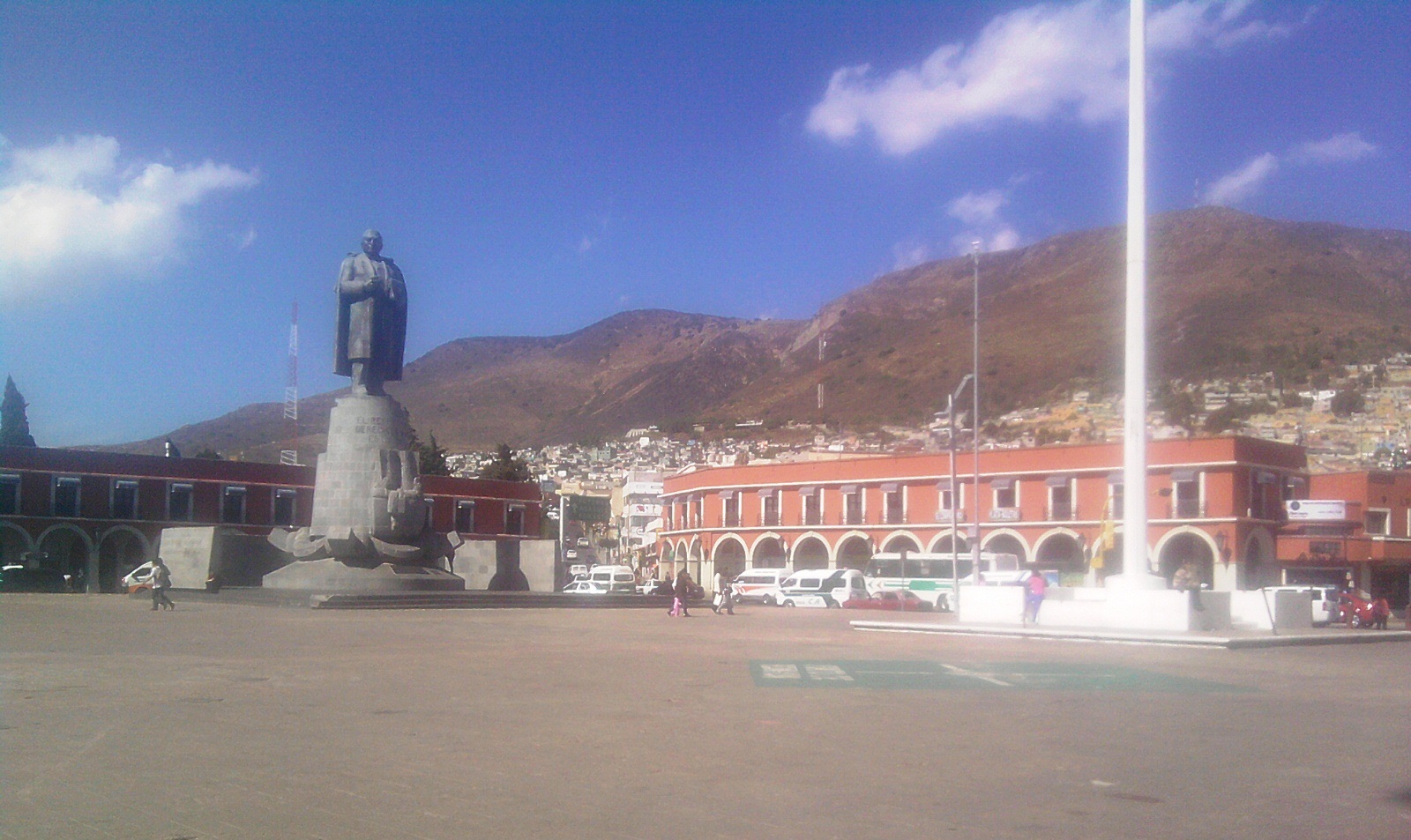
Plaza Juárez.

Plaza en el centro histórico de la ciudad, al ser demolido el edificio de la estación del Ferrocarril Hidalgo, donde se construyó en 1957 la plaza en ella se encuentra el Palacio de Gobierno del Estado de Hidalgo, el Teatro Bartolomé de Medina y un pequeño parque; en esta plaza se coloca el árbol navideño de la ciudad y se da el grito de independencia por parte del gobernador del estado. Esta plaza debe su nombre a Benito Juárez, creador del estado de hidalgo, en esta plaza se localiza una estatua del mismo.

### Jardín del Maestro
En la década de los noventa funcionaba como cine-auditorio propiedad del Gobierno del Estado. Después de su demolición, causada por debilidades estructurales, se acondicionaron áreas de pasto, juegos infantiles y una explanada que sirve lo mismo como zona de juegos. Desde 2010 es denominado Parque Bicentenario.
Es uno de los trece parques infantiles más vanguardistas en todo el país, se divide en cuatro módulos con capacidad para atender hasta 750 menores. Cuenta con resbaladillas, paneles de actividades con piezas giratorias, pasamanos, escaleras, columpios y una zona de residuos.

## Galería

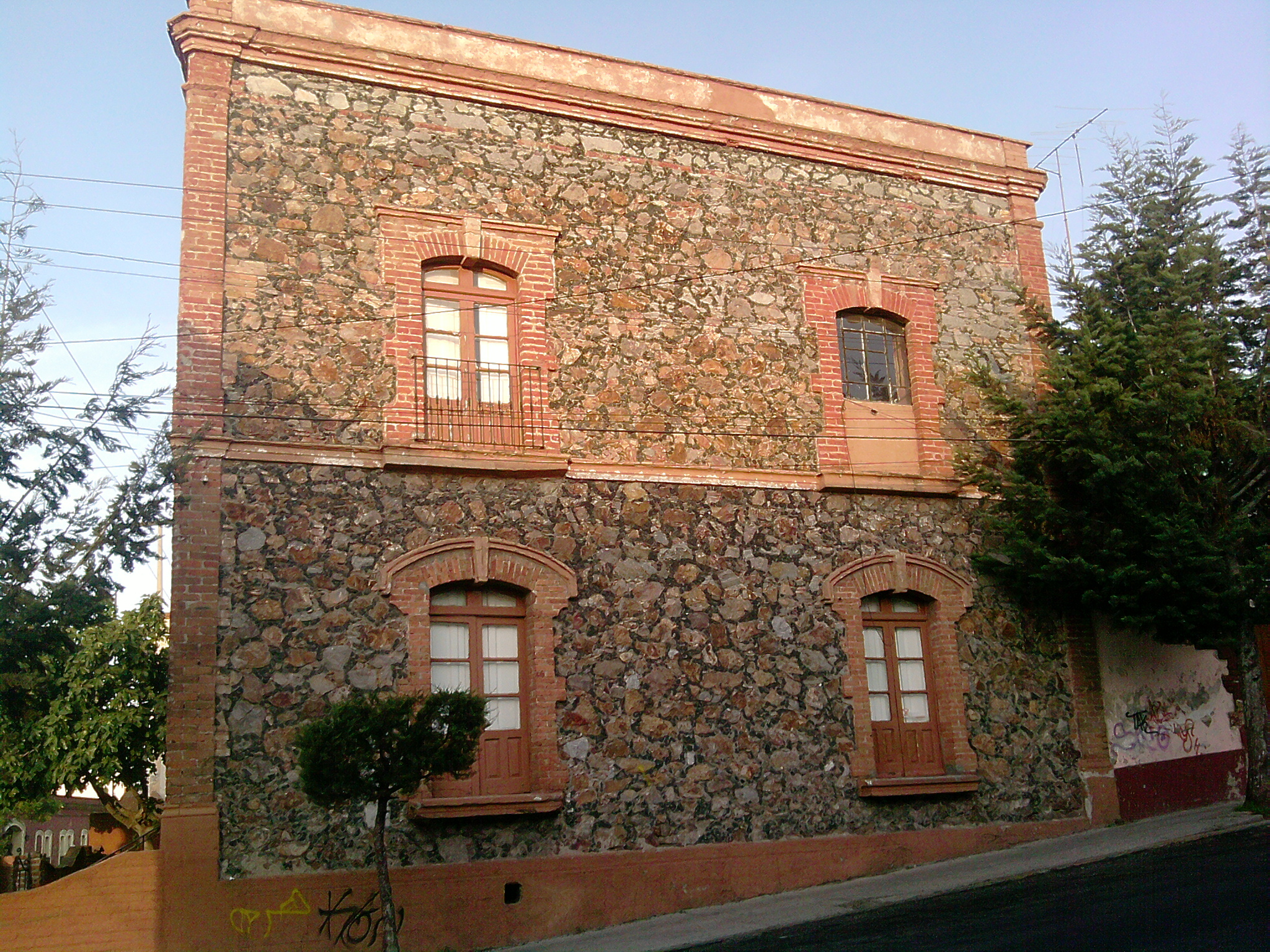
Casa en el centro histórico.
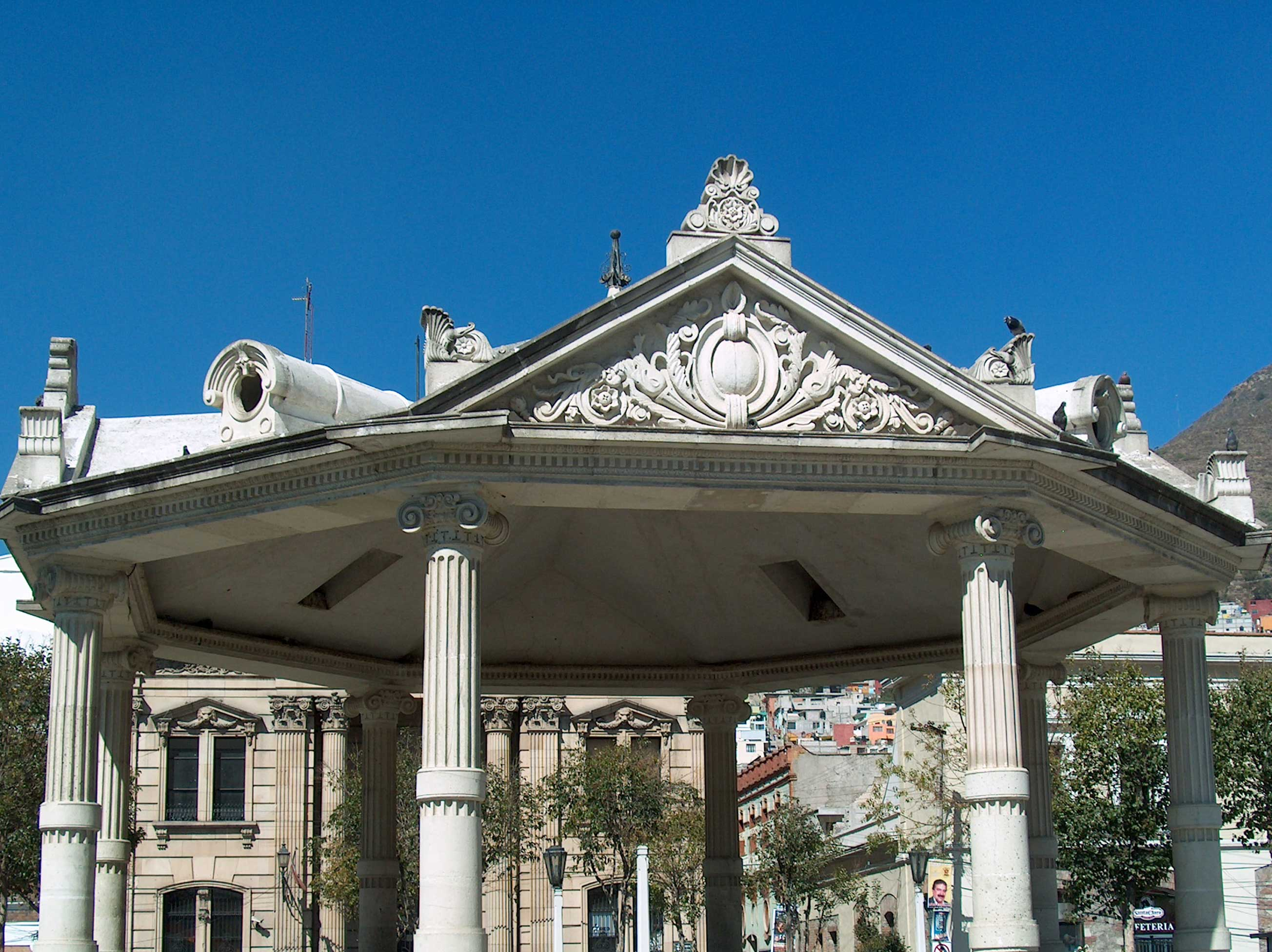
kiosko frente al Reloj de Pachuca.
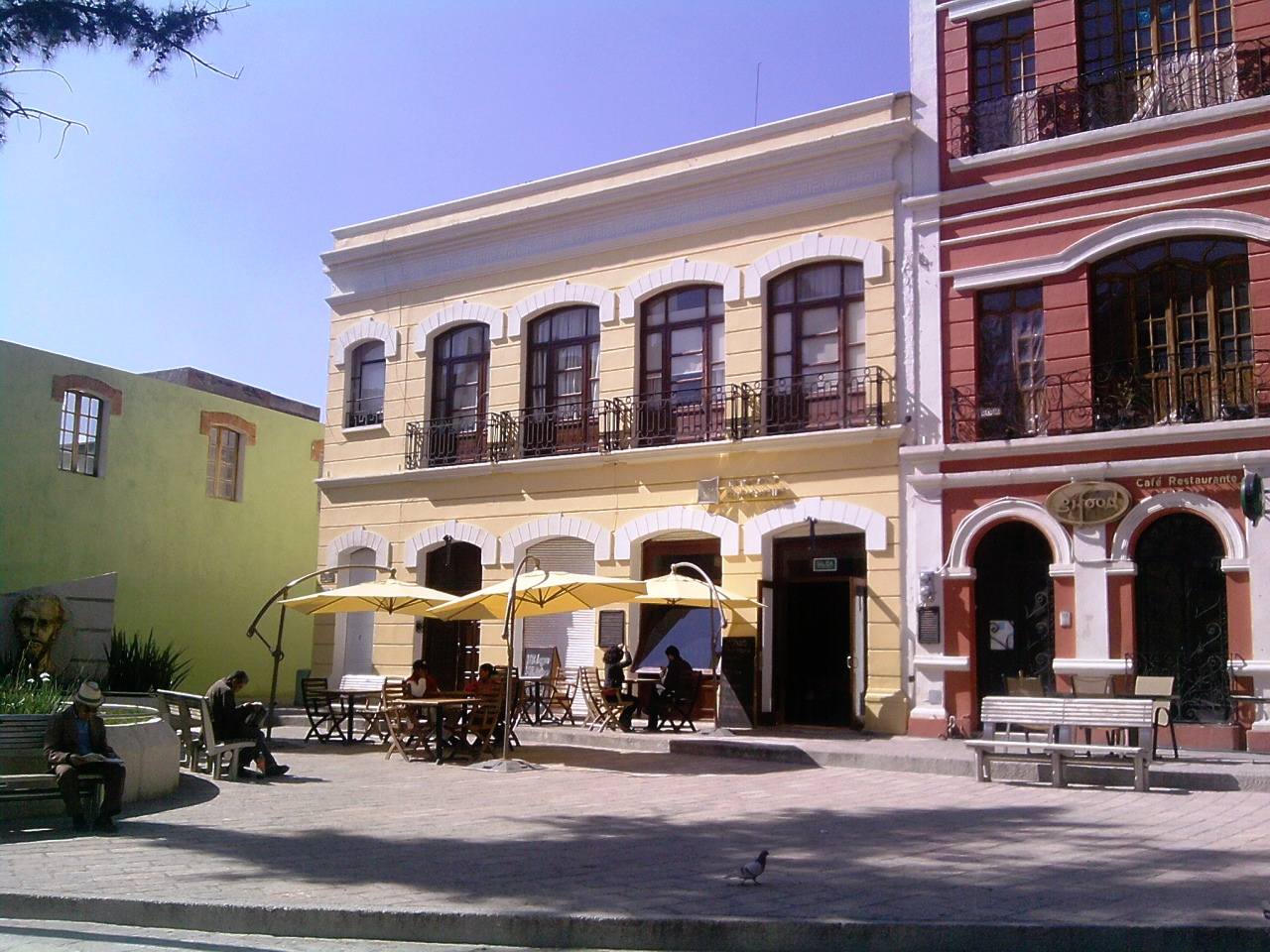
Edificios de la Plaza Juan C. Doria en el centro de Pachuca.
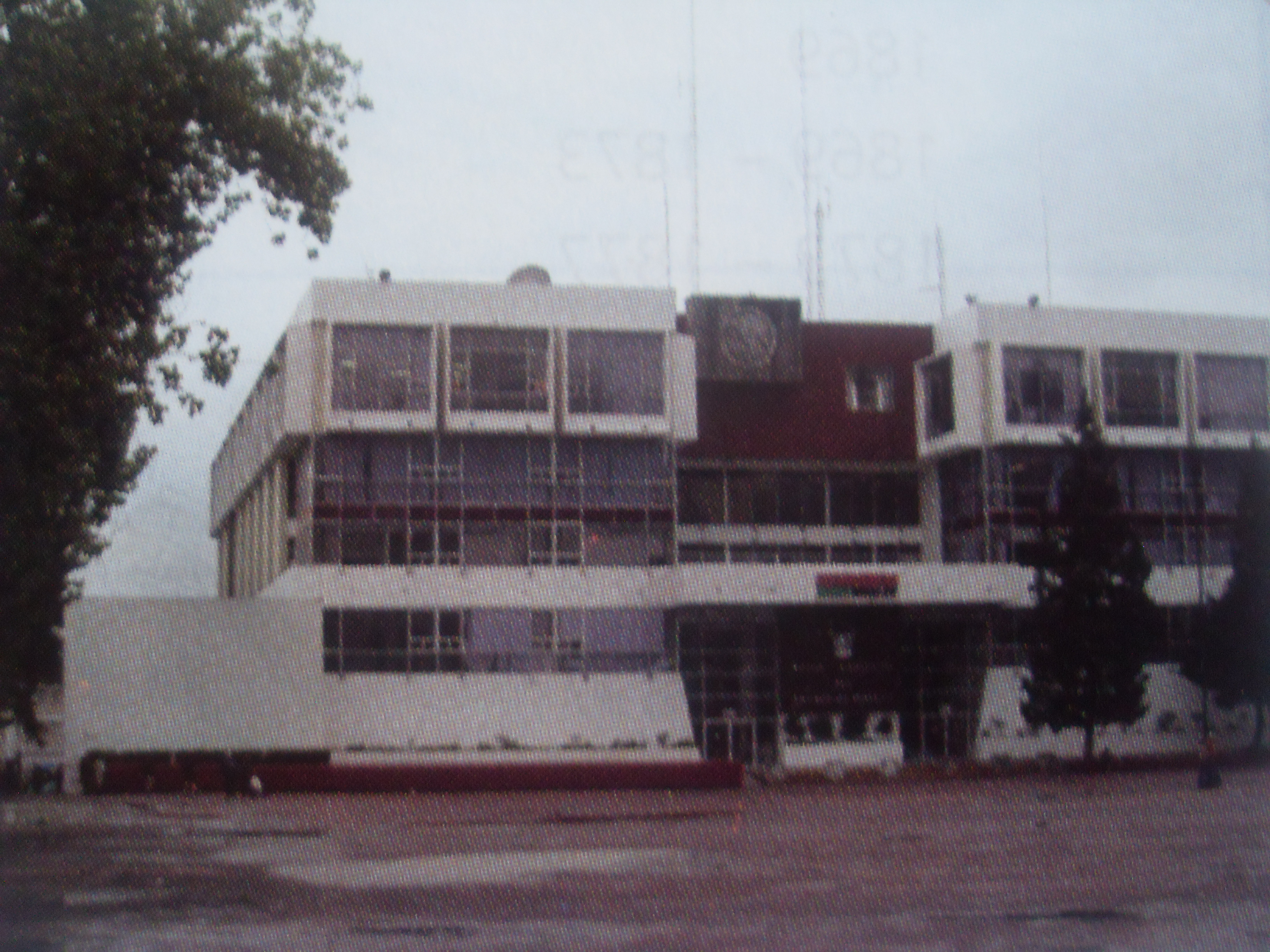
Edificio del Palacio de gobierno.
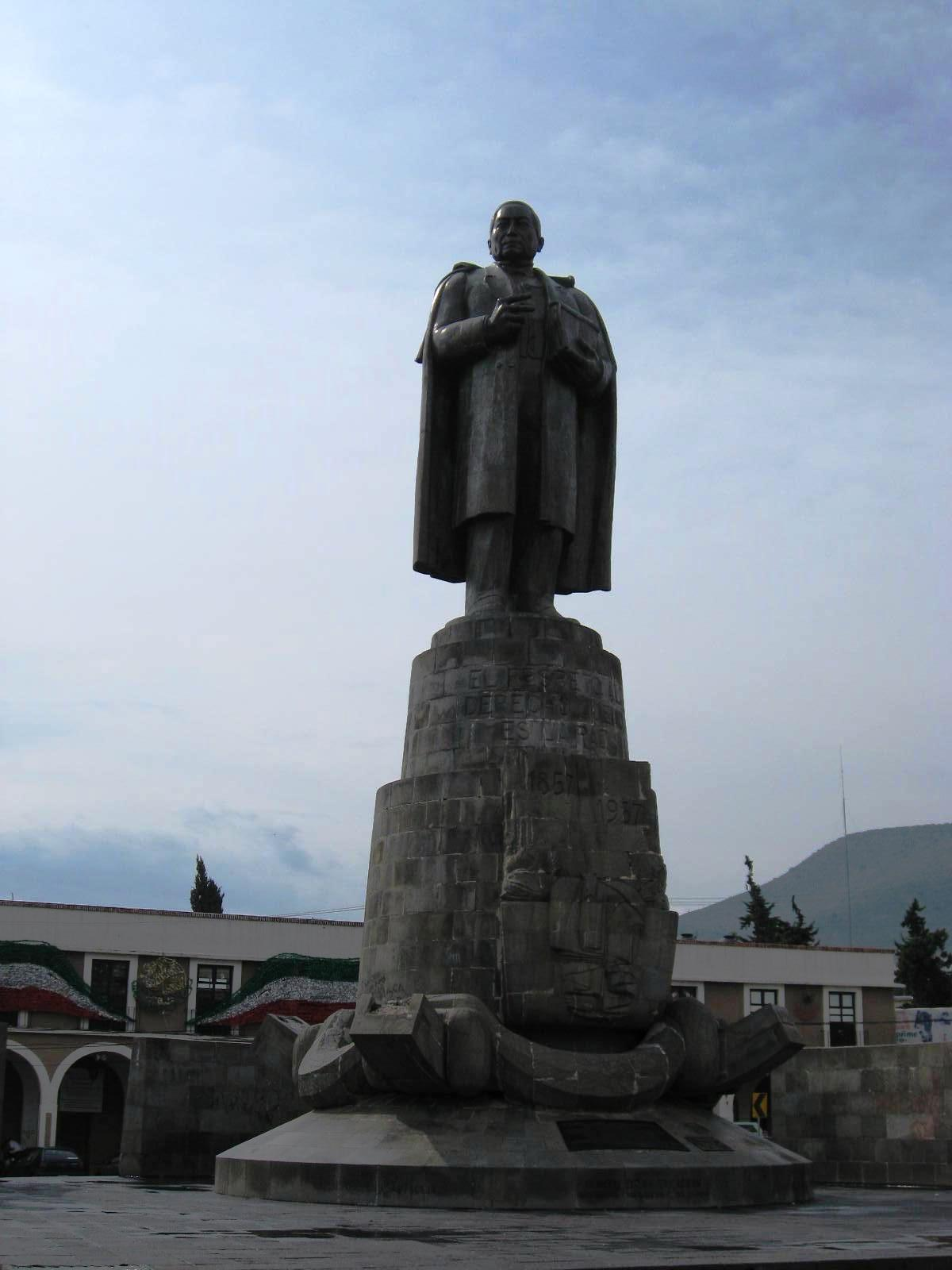
Monumento a Benito Juárez.
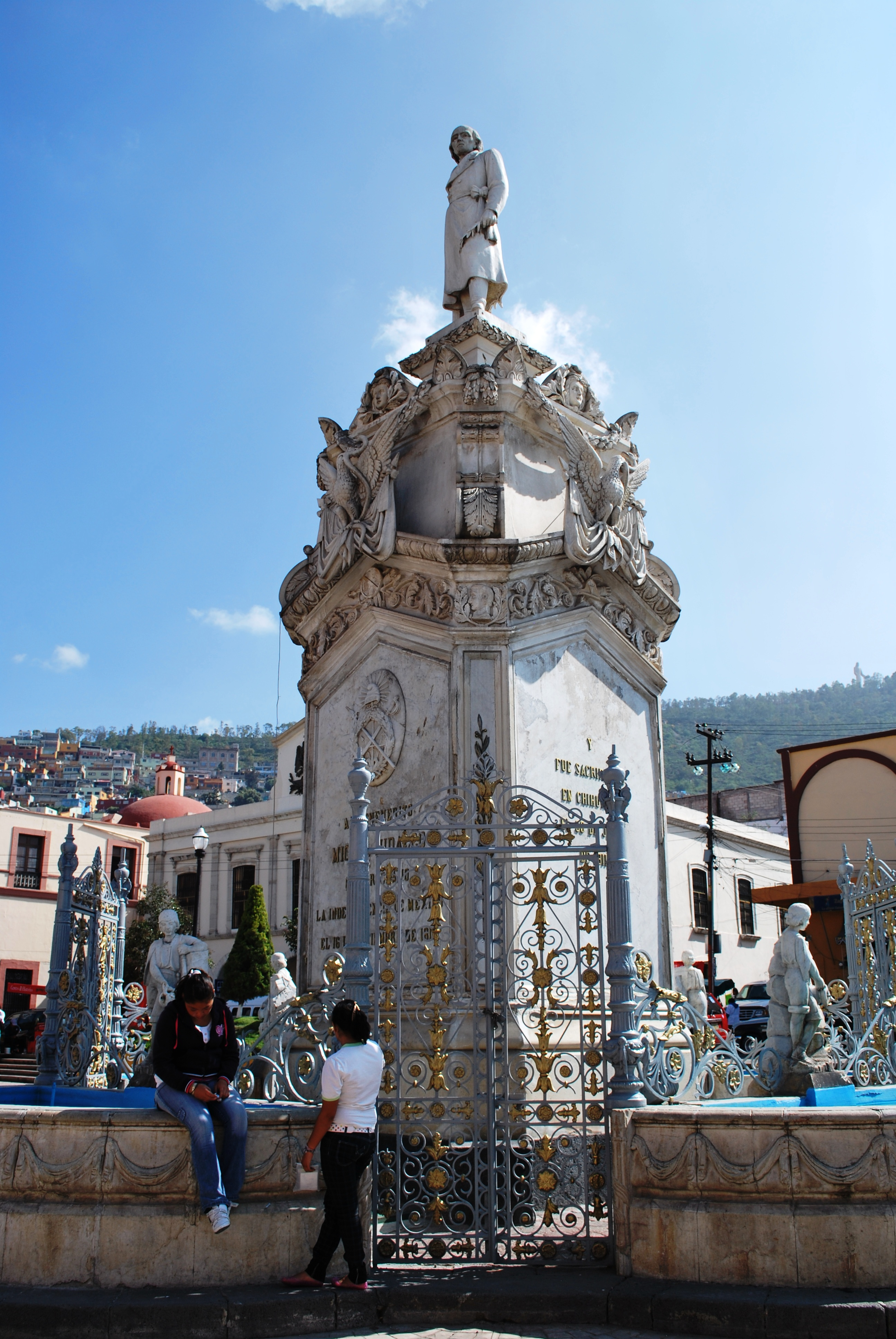
Monumento a Miguel Hidalgo.
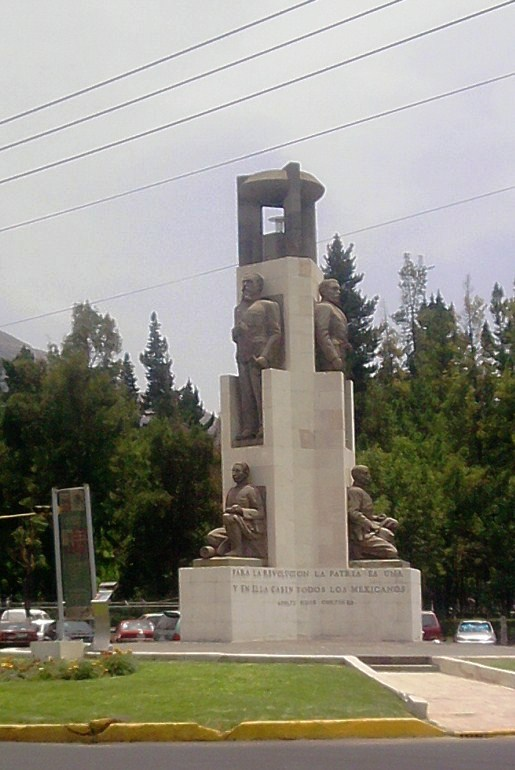
Monumento a la Revolución.
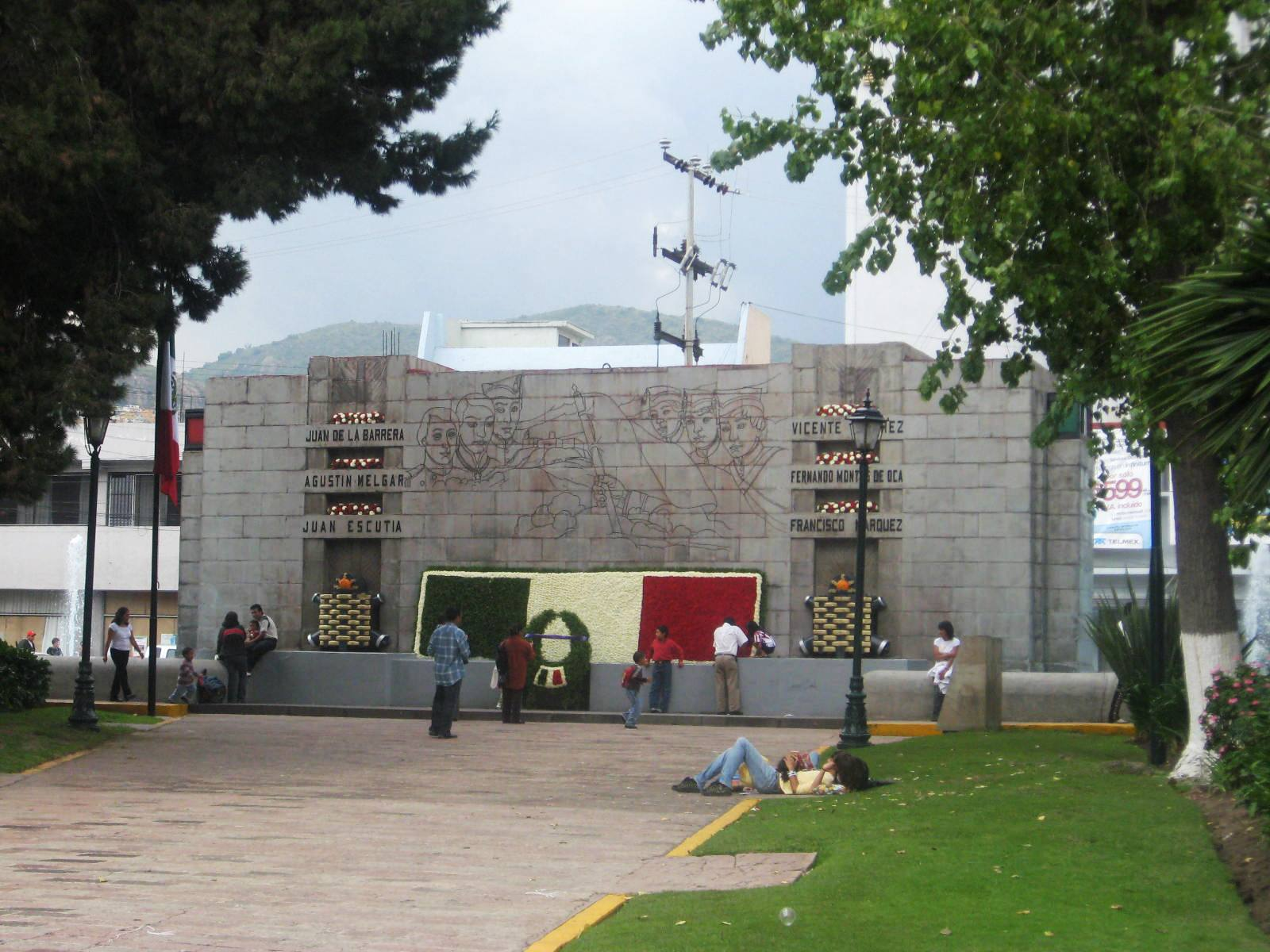
Monumento a los niños Héroes.
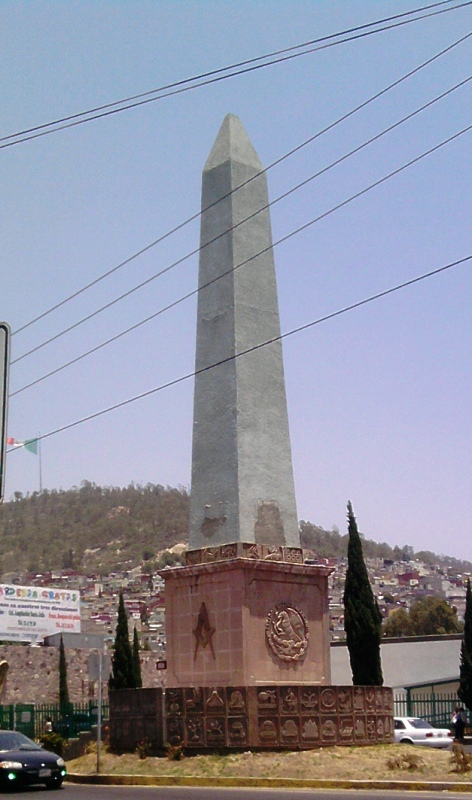
Obelisco a los Municipios de Hidalgo.
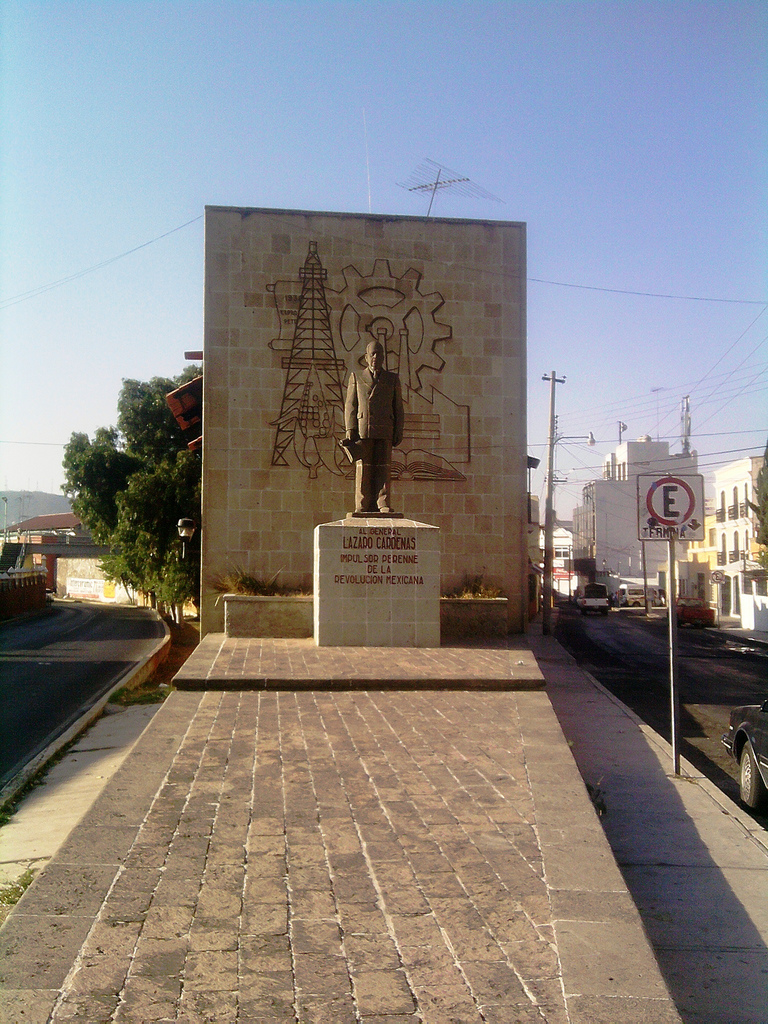
Monumento a Lázaro Cárdenas.
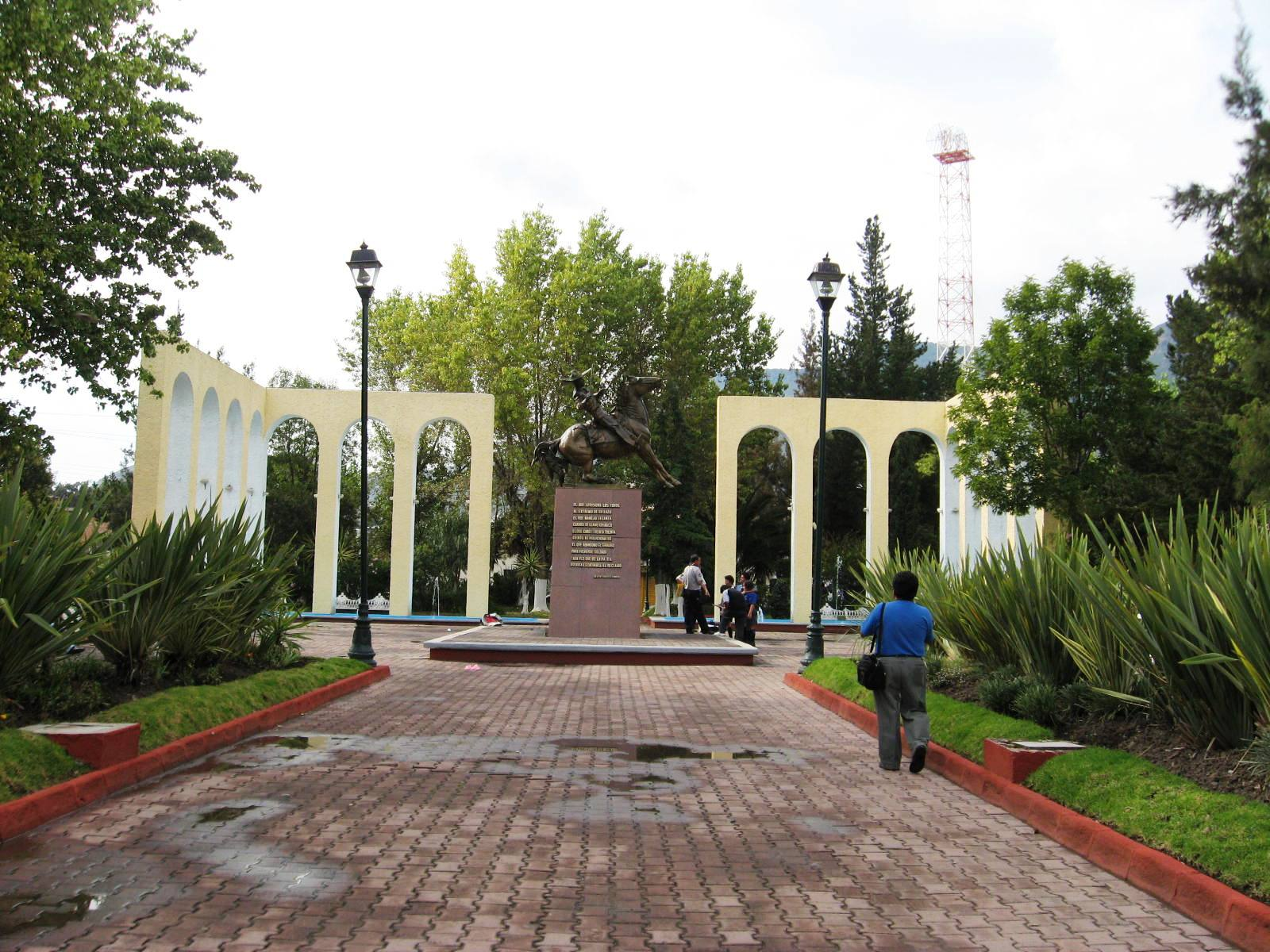
Plaza o parque del Charro.
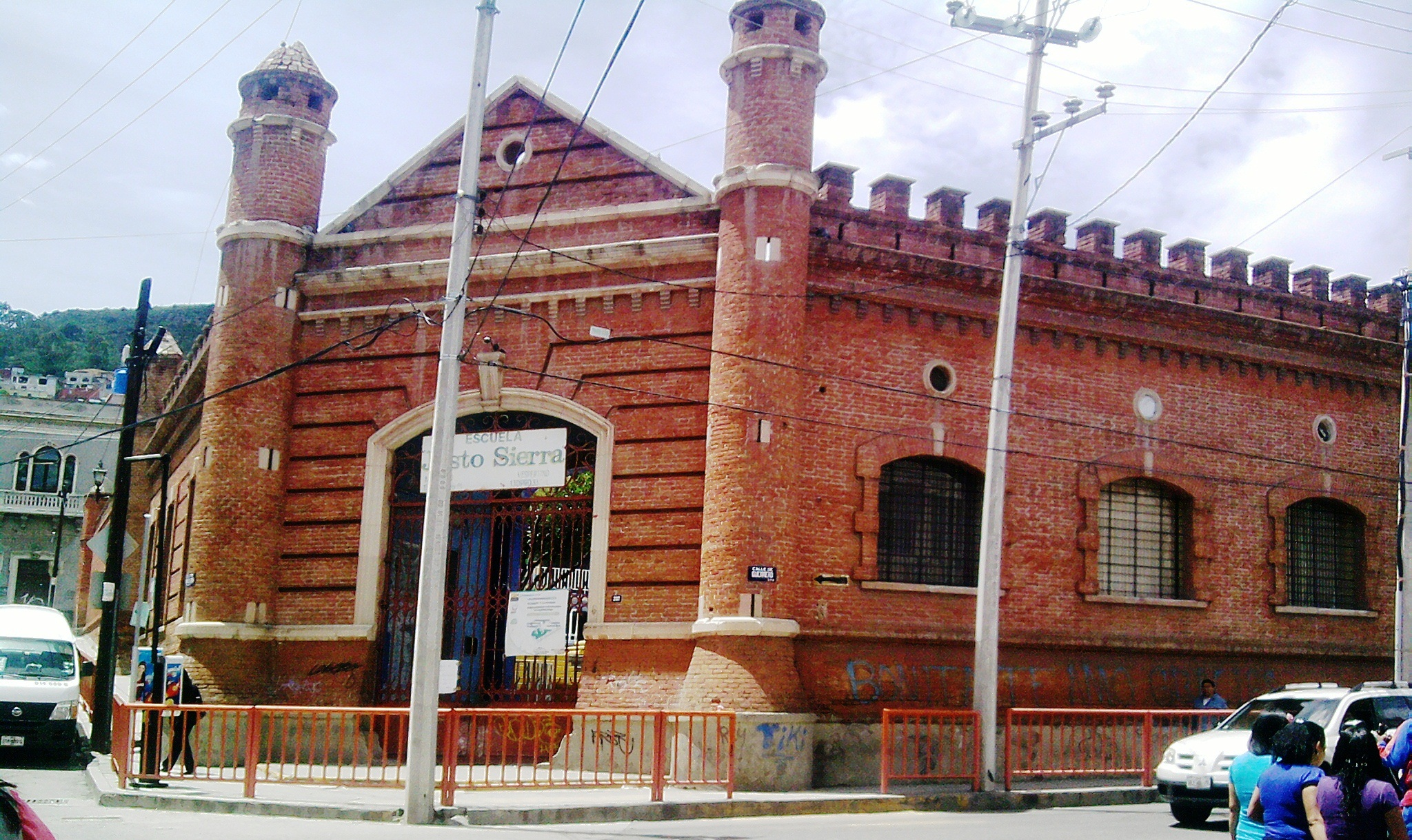
Escuela Primaria Justo Sierra.
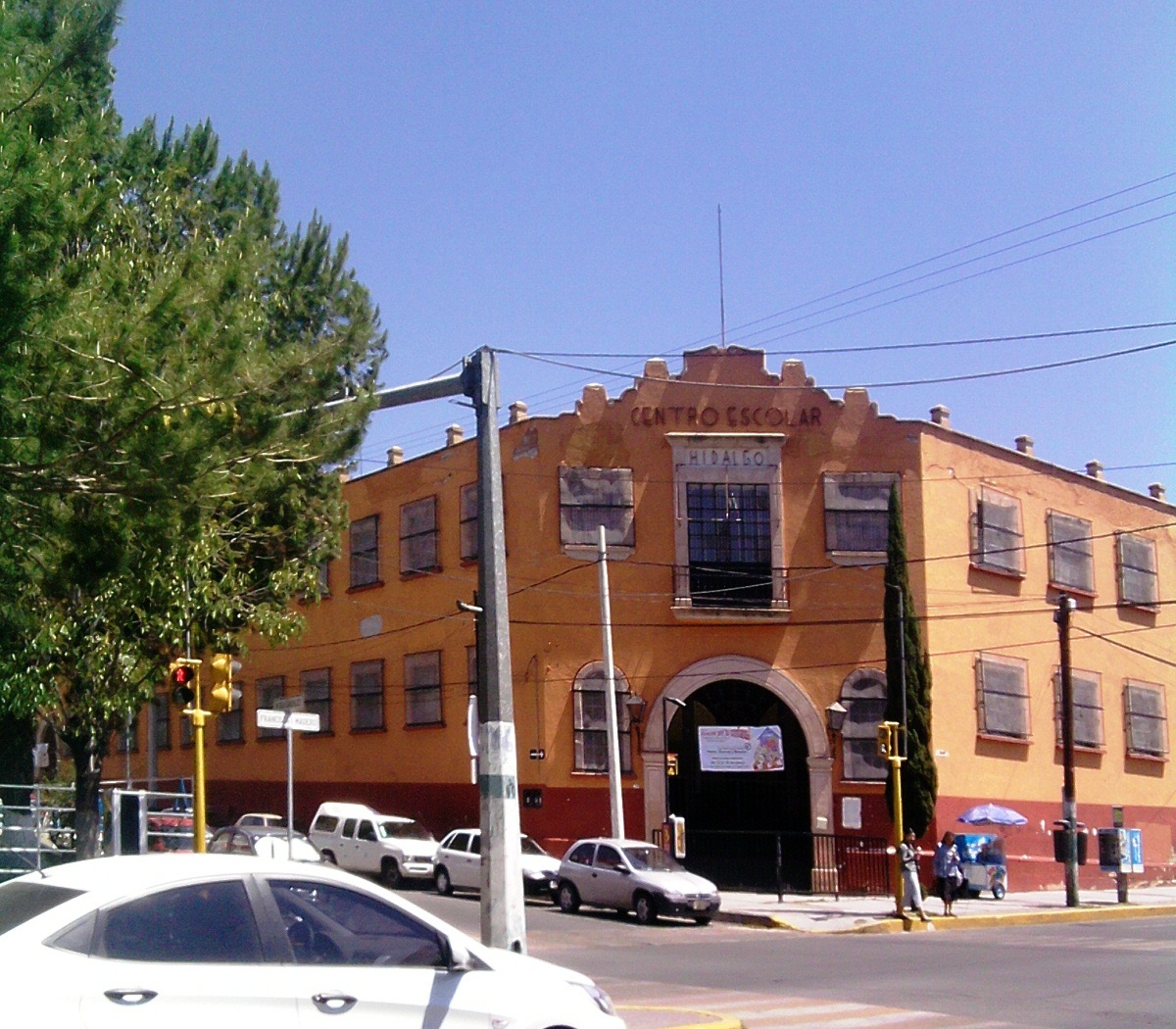
Escuela Primaria Centro Escolar.
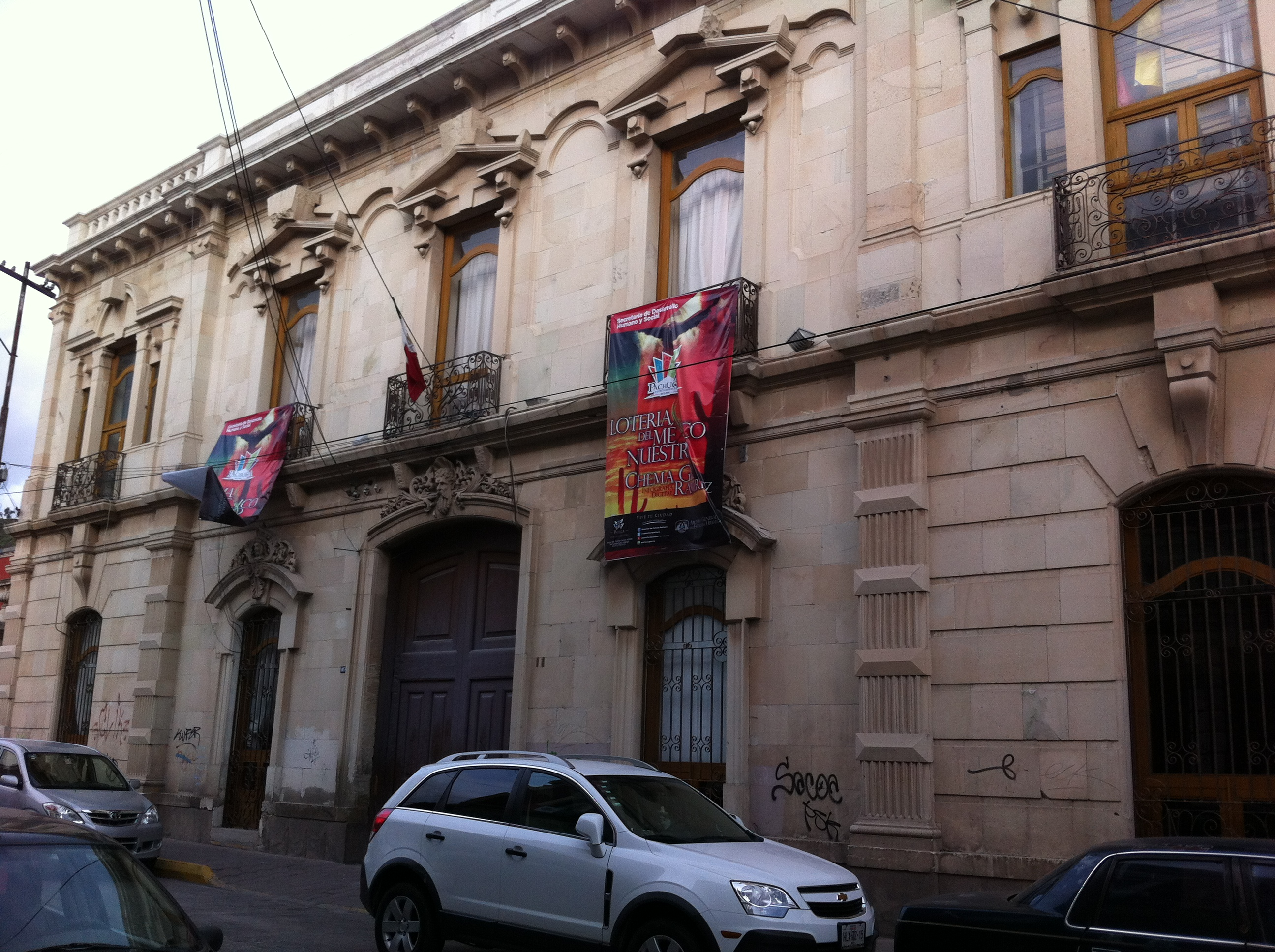
Archivo General del Estado de Hidalgo.
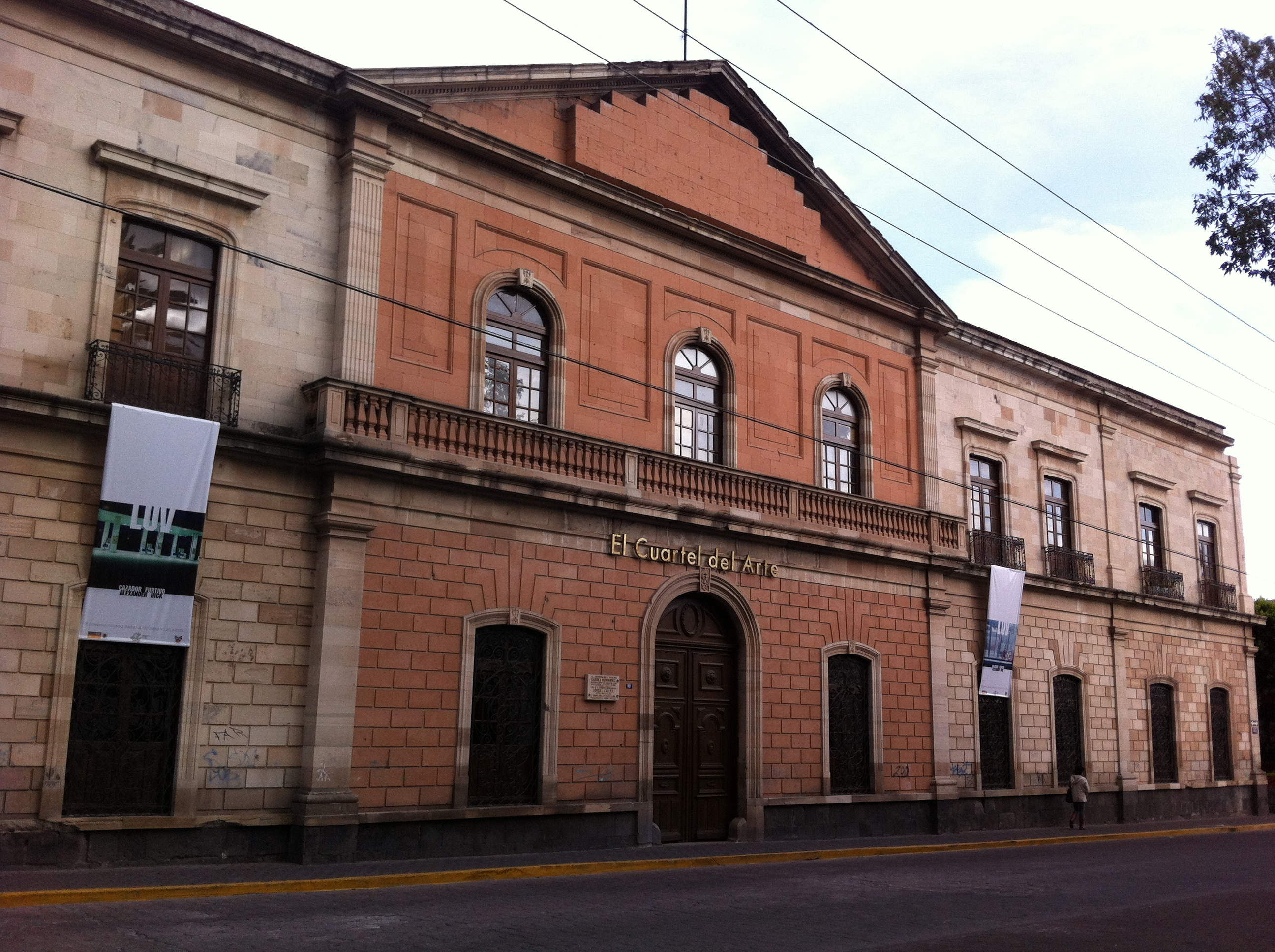
Cuartel del Arte.
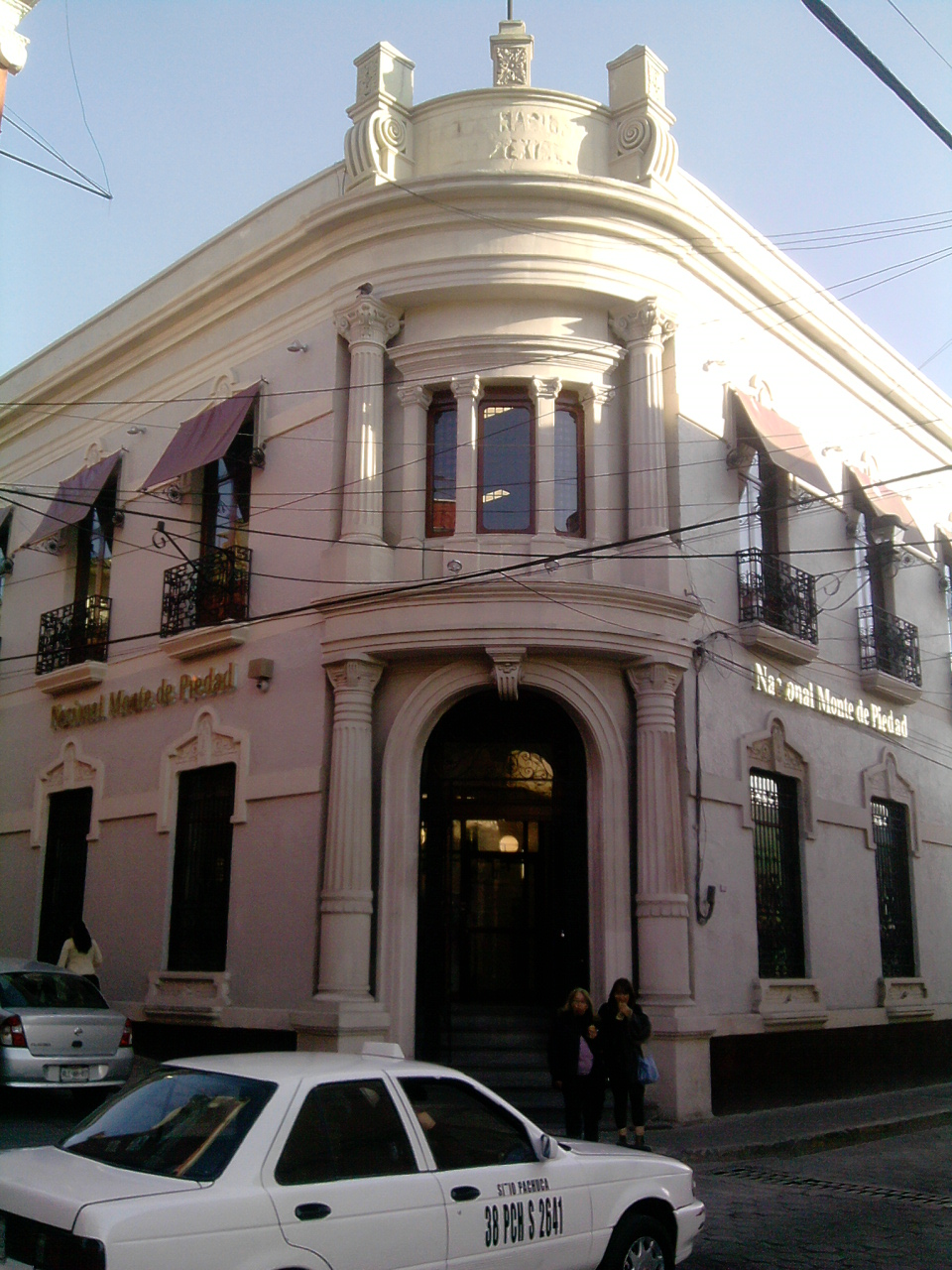
Sucursal del Nacional Monte de Piedad.
Calles del centro.
Edificio del centro.